# Geschichte der Stadt Freistadt

Wappen der Stadt Freistadt

Freistadt ist eine oberösterreichische Kleinstadt im unteren Mühlviertel, die im frühen 13. Jahrhundert planmäßig angelegt wurde. Die Blütezeit der Stadt lag zwischen dem 14. und 16. Jahrhundert, als Freistadt eine wichtige Handelsstadt zwischen dem Donauraum und Böhmen war. In dieser Zeit führte der einzig erlaubte Weg von Linz nach Budweis durch die Stadt (Straßenzwang). Der Dreißigjährige Krieg und die Gegenreformation samt deren Folgen veränderten die Bedeutung der ehemaligen Grenzstadt, die nach und nach sämtliche Privilegien aus der Gründungszeit verlor.
Im Zuge des aufgeklärten Absolutismus in Österreich wurde Freistadt Ende des 18. Jahrhunderts kurzzeitig zur Kreisstadt des Mühlviertels. Seit dem Jahr 1850 ist die Stadt Sitz der Bezirkshauptmannschaft des gleichnamigen Bezirks und entwickelte sich zur Schulstadt. Ein Aufschwung ist seit dem Ende des 19. Jahrhunderts in Freistadt wieder sichtbar, unter anderem durch den Auf- und Ausbau der Infrastruktur. In den beiden Weltkriegen fanden keine Kampfhandlungen im Raum Freistadt statt. Heute ist Freistadt das wirtschaftliche, schulische und kulturelle Zentrum des Bezirks.

## Erste Besiedlung und Stadtgründung

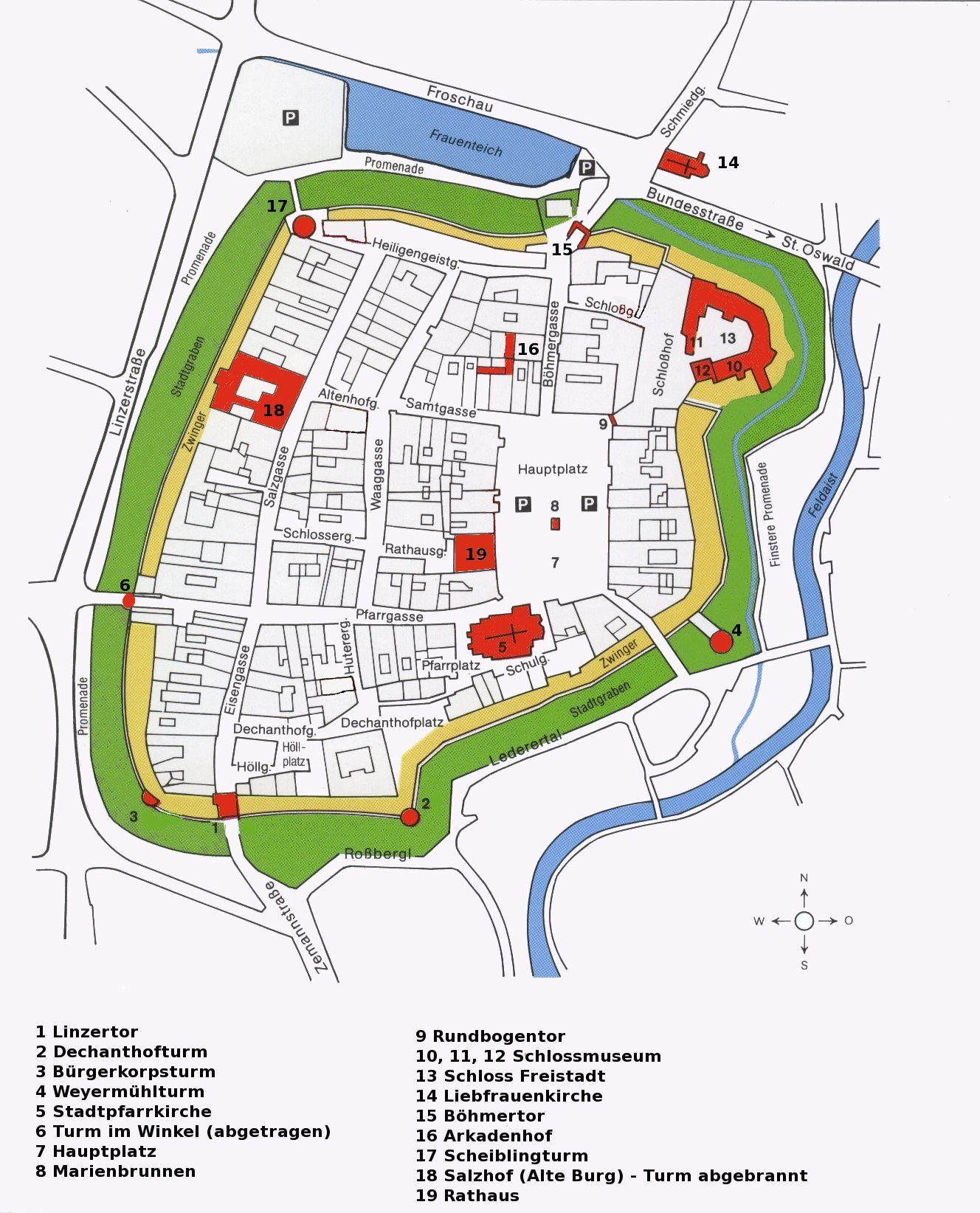
Grundriss der heutigen Altstadt

Bis ins hohe Mittelalter erstreckte sich im Raum Freistadt (so wie im gesamten Mühlviertel) ein weitläufiges Waldgebiet, der Nordwald. Nördlich vom heutigen Freistadt befindet sich der Kerschbaumer Sattel, mit einer Höhe von 714 m ü. A. der günstigste Übergang vom Donautal nach Südböhmen und zugleich eine europäische Wasserscheide (Nordsee–Schwarzes Meer).
Über diesen Sattel führte seit vielen Jahrhunderten ein Handelsweg (Goldener Steig) in Form eines Saumpfades von Enns entlang dem Aisttal (Feldaistsenke) über den Raum Freistadt (Freistädter Becken) nach Norden (Budweis). Frühbronzezeitliche Funde im Raum Freistadt wie der Fund eines Randleistenbeiles in der Nähe des Pregartenteichs zeugen von diesem Verkehrsweg.
Vor der Stadtgründung führte der Handelsweg an einer Burg (heutiger Salzhof) und an einem Straßendorf vorbei, das, wie das übrige Untere Mühlviertel, von Slawen bewohnt war. Die Siedlung hieß vermutlich Zaglau (slawisch: Zahlow), war jedoch noch nicht Freistadt. Der slawische Name der Siedlung lebt bis heute im tschechischen Namen für Freistadt – Cáhlov – weiter. Wie sehr Freistadt an diesen Handelsweg ausgerichtet wurde, zeigt, dass der heutige Straßenverlauf Johanneskirche–Zemannstraße-Linzertor–Eisengasse–Salzgasse weitgehend dem Handelsweg entsprechen dürfte.
Auf einem Platz in der Nähe der Burg, der an seiner Süd- und Ostseite durch einen steilen Felsabfall geschützt ist, wurde Freistadt gegründet.
Über den genauen Zeitpunkt der Entstehung der Stadt gibt es nur Theorien, da Urkunden entweder verloren gegangen sind oder zu wenig aussagen. Es wird angenommen, dass Freistadt um 1225 vom Babenberger Leopold VI. dem Glorreichen (Herzog von Österreich) planmäßig angelegt wurde, indem er die bestehende Siedlung erweiterte. Städte im Mittelalter verwendeten die Wappen der Gründer als Stadtwappen. Die ältere Theorie, von den Historikern mittlerweile als falsch abgelehnt, besagt, dass die Herren von Perg und Machland Freistadt um das Jahr 1140 gründeten.
Beweise für die planmäßige Anlage der Stadt sind:
- die für das 13. Jahrhundert verhältnismäßig breiten Straßen,
- der große, rechteckige Marktplatz (= Hauptplatz),
- der Grundriss der Stadt mit rechteckigem Straßennetz,
- die Kirche an der höchsten Erhebung im Schnittpunkt der wichtigsten Straßen (heute: Pfarrgasse und Böhmergasse).

Die junge Stadt wurde anfangs mit zahlreichen Privilegien ausgestattet, um ihre Existenz zu sichern. Die erstmalige urkundliche Erwähnung war 1241, und 1277 wurde vom deutschen König Rudolf von Habsburg das Niederlags- und Stapelrecht bestätigt. Das Niederlagsrecht galt für alle Waren im Handel mit Böhmen (damals eine Besonderheit), auf Grund der Stadtgründung von Budweis (1265). In den damaligen Urkunden hieß die Stadt Frienstat oder Vreinstat. Bis 1482 (Stadterhebung Steyregg) war Freistadt die einzige Stadt im gesamten heutigen Mühlviertel. Nach 1491 (Stadterhebung Grein) folgten erst im 19. Jahrhundert weitere Stadterhebungen in diesem Teil Oberösterreichs.
Als erste Bewohner wurden besitzlose, freie Leute angesiedelt, von denen jeder einen Teil des Stadtgrundes für den Hausbau und einen Teil des umliegenden Landes (Burgfried) zur Bewirtschaftung als freies Burgrecht erhielt.

## Aufstieg und Blütezeit als Grenzstadt ab 1277

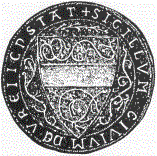
Siegel der Stadt um 1437

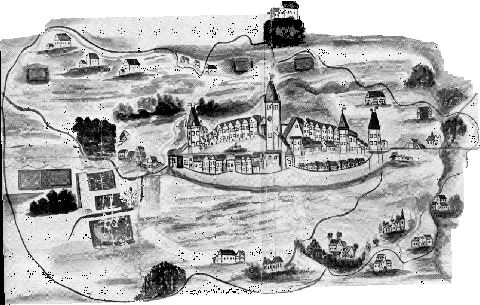
Freistadt um 1550

### Wirtschaftliche Entwicklung
Die verliehenen Privilegien machten Freistadt rasch zu einer reichen und blühenden Stadt. Durch das Niederlags- und Stapelrecht mussten alle Waren nach Böhmen drei Tage lang zu einem festgesetzten Preis den Freistädter Kaufleuten angeboten werden. Zusätzlich zum Stapelrecht galt der Straßenzwang: Die Kaufleute durften nur gewisse Straßen benützen. Eine dieser Straßen führte durch Freistadt und war somit Lebensgrundlage und Quelle des Reichtums.
Diese Rechte wurden wie ein Schatz gehütet und so nahmen die Freistädter mitunter kämpferische Auseinandersetzungen mit den Nachbarorten in Kauf, insbesondere mit Leonfelden oder Pregarten. Die teils langfristigen Streitigkeiten (über 100 Jahre) entschied der Landesfürst als letzte Instanz immer zugunsten von Freistadt. Die häufigsten, damaligen Streitpunkte waren: Missachtung des Straßenzwangs, Berechnung einer zu hohen Maut, eigenständige Handelsbeziehungen und Erzeugung und Vertrieb von Waren, wodurch die Verdienste der Stadt sanken.
1363 verlieh Herzog Rudolf IV. der Stifter das Meilenrecht, mit dem innerhalb einer so genannten Bannmeile (= 7,586 Kilometer) nur die Bürger der Stadt Handel und Gewerbe betreiben dürfen.
Mit diesen Privilegien ausgestattet, wurde Freistadt zu einem wirtschaftlichen Zentrum im Mühlviertel. Um 1460 existierte eine Münzprägestätte in Freistadt, die von Herzog Albrecht VI. eingerichtet worden war, jedoch auf dessen Anweisung nur minderwertige Prägungen (Schinderlinge) herstellte. Die Haupthandelswaren in Richtung Norden waren Eisen und Eisenwaren aus dem Raum Steyr, sowie Salz aus dem Ausseerland und dem habsburgischen Salzkammergut. In Freistadt befanden sich damals vier eisenbearbeitende Werke zwischen dem Graben und dem Thurytal, so dass die Stadt selbst Eisenwaren erzeugte. Die heutigen Straßennamen der Freistädter Altstadt, wie Salzgasse und Eisengasse, zeugen von der Zeit als Handelsstadt. Die Freistädter verstanden es, das Monopol im Salzhandel über den Goldenen Steig nach Böhmen an sich zu reißen und booteten die aufstrebende Stadt Linz aus. Dies führte in den Jahren 1380 und 1450 zu einem heftigen Streit der beiden Städte. Die alte Burg wurde zum Salzlager und in Salzhof umbenannt. Seit Kaiser Maximilian I. ging der lukrative Salzhandel zusehends in ein Monopol der Fürsten und letztendlich des Staates über. Zwar wurde 1563 in Linz und Freistadt ein Salzkammeramt geschaffen, jedoch verlor Freistadt dieses Monopol einige Jahrzehnte später an die Landesfürsten (1628).
Eine weitere wichtige Handelsware war das Bier. Jeder Bürger in Freistadt, der ein Haus innerhalb der Stadtmauer besaß, hatte das Recht, Bier zu brauen. Die Menge wurde auf Grund des Schätzwertes des Hauses festgelegt. Der Magistrat regelte und überwachte dies nach der Brauordnung. Das Bierbrauen und der Verkauf waren eine der bedeutendsten Einnahmequellen der Stadt. Bier wurde als Ehrengeschenk an die Landesregierung und an die Hofkammer in Wien geschickt. 1525 gab es insgesamt zwölf Brauhäuser in der Stadt, die bis 1637 auf fünf und später auf zwei Brauhäuser zurückgingen.
Auch Zwirn aus Freistadt selbst, Leinwand aus Wels und venetianische Waren (Glas, Seide und Tuche) aus Venedig sowie Fische aus Böhmen gehörten zu den wichtigeren Handelswaren. Der Höhepunkt des Wirtschaftslebens war ab 1465 der große Jahrmarkt, der Paulimarkt, der im Jänner/Februar 14 Tage lang dauerte. Damals hatte der Markt eine Bedeutung wie eine internationale Messe. Um 1490 erreichte der Freistädter Handel seine größte Ausdehnung.
Ausdruck des zunehmenden Handels war die Gründung einer eigenen Poststation (Postamt) im Jahr 1626 in der heutigen Böhmergasse 9 (früher: Stadt 100). Um 1891 übersiedelte das Amt von der Böhmergasse in die Waaggasse 14 (im ehemaligen Kasernengebäude), seit den 1990er Jahren befindet sich das Postamt außerhalb der Stadtmauern, zwischen dem Marianum und dem Brauhaus.

### Stadtmauern

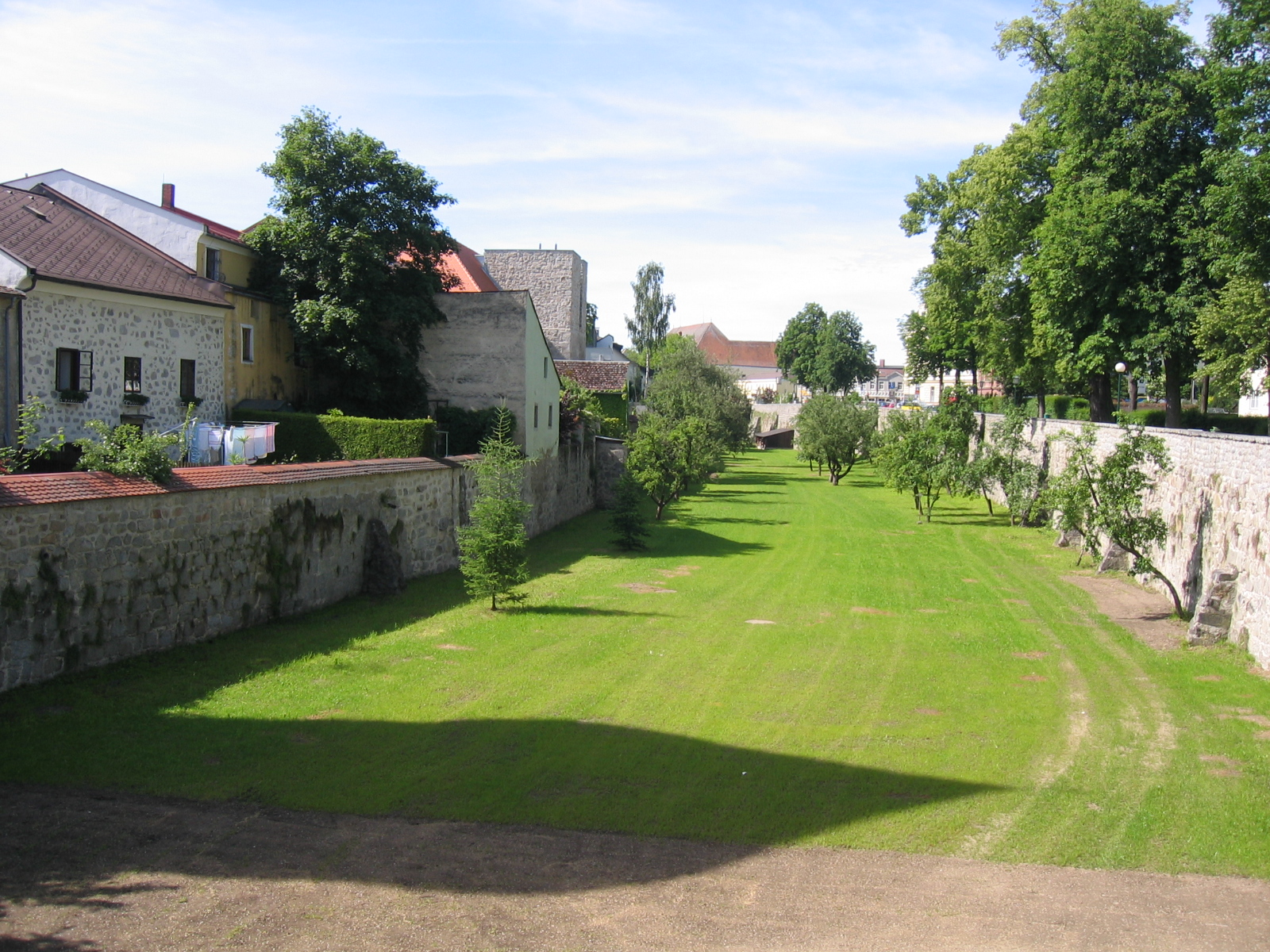
Ehemaliger Wassergraben

Freistadt wurde wahrscheinlich als Bollwerk gegen die Bischöfe von Passau angelegt. Die Stadt hatte sowohl eine wirtschaftliche als auch eine militärische und strategische Funktion.
Mit der Gründung begann die Sicherung der Stadt. Das Felsplateau bietet nach Süden und Osten einen natürlichen Schutz, deshalb wurden wahrscheinlich nur die leicht zugänglichen West- und Nordseiten mit einem Erdwall geschützt. Bereits im 13. Jahrhundert wurde Freistadt durch Steinbauten gesichert, um Handelswaren und Reichtum zu schützen.
Zwischen 1363 und 1396 wurde diese erste Stadtmauer wesentlich verstärkt. Es folgte die Errichtung der äußeren Stadtgrabenmauer (Mantelmauer) und der Bau des heute noch vorhandenen Stadtgrabens. Weiterhin wurde mit der äußeren und der inneren Stadtmauer sowie dem Zwinger die Stadtbefestigung zur Abwendung von Gefahren ausgebaut. Die innere Stadtmauer war zusätzlich mit einem Wehrgang in fünf bis sieben Meter Höhe ausgestattet, der teilweise heute noch zu erkennen ist. Die Stadtmauer war mit Schießscharten und Pechnasen ausgestattet, die man ebenfalls noch gut wahrnehmen kann. Ab 1363 ließ Herzog Rudolf IV., der Stifter, in der Nordostecke außerhalb der Stadtmauer ein neues Schloss errichten, das zusätzlichen Schutz vor Angriffen bot.
Der wichtigste Teil der Verteidigungsanlagen von Freistadt waren die Stadttürme. Die ältesten sind das Linzertor im Süden und das Böhmertor im Norden. Diese waren damals die einzigen Möglichkeiten, mit Pferdefuhrwerken über Zugbrücken in die Stadt zu gelangen. Um 1390 entstanden der Weyermühlturm und der Petringerturm (auch Turm im Winkel). In dieser Zeit wurde auch der Bergfried des Schlosses errichtet. Die Freistädter Bürger konnten sich so nach Fertigstellung aller Verteidigungsanlagen sicher fühlen. Als 1420/30 die Hussiten nach Freistadt kamen, konnten sie der Stadt nichts anhaben. Stattdessen brannten sie die Vororte nieder und zogen weiter.
Nach den Hussiteneinfällen wurden noch einige bauliche Mängel behoben. Die endgültige Fertigstellung der Befestigungsanlagen erfolgte im Jahr 1444 mit der Errichtung des Scheiblingturms in der Nordwestecke der Stadt und des Dechanthofturms im Südosten. 1522 wurde das damalige Rathaus (heute: Bezirksgericht) mit einem Turm versehen, der nur der Machtdemonstration diente. Zwischen dem Rathaus und dem Weyermühlturm gibt es noch einen dritten Zugang zur Stadt, das so genannte Posttürl in der Nähe des Weyermühlturms. Dieses Tor diente eher dem Personenverkehr und war für Wagen nicht passierbar. Freistadt besaß zu jener Zeit neun Wehrtürme, von denen noch sieben erhalten sind.

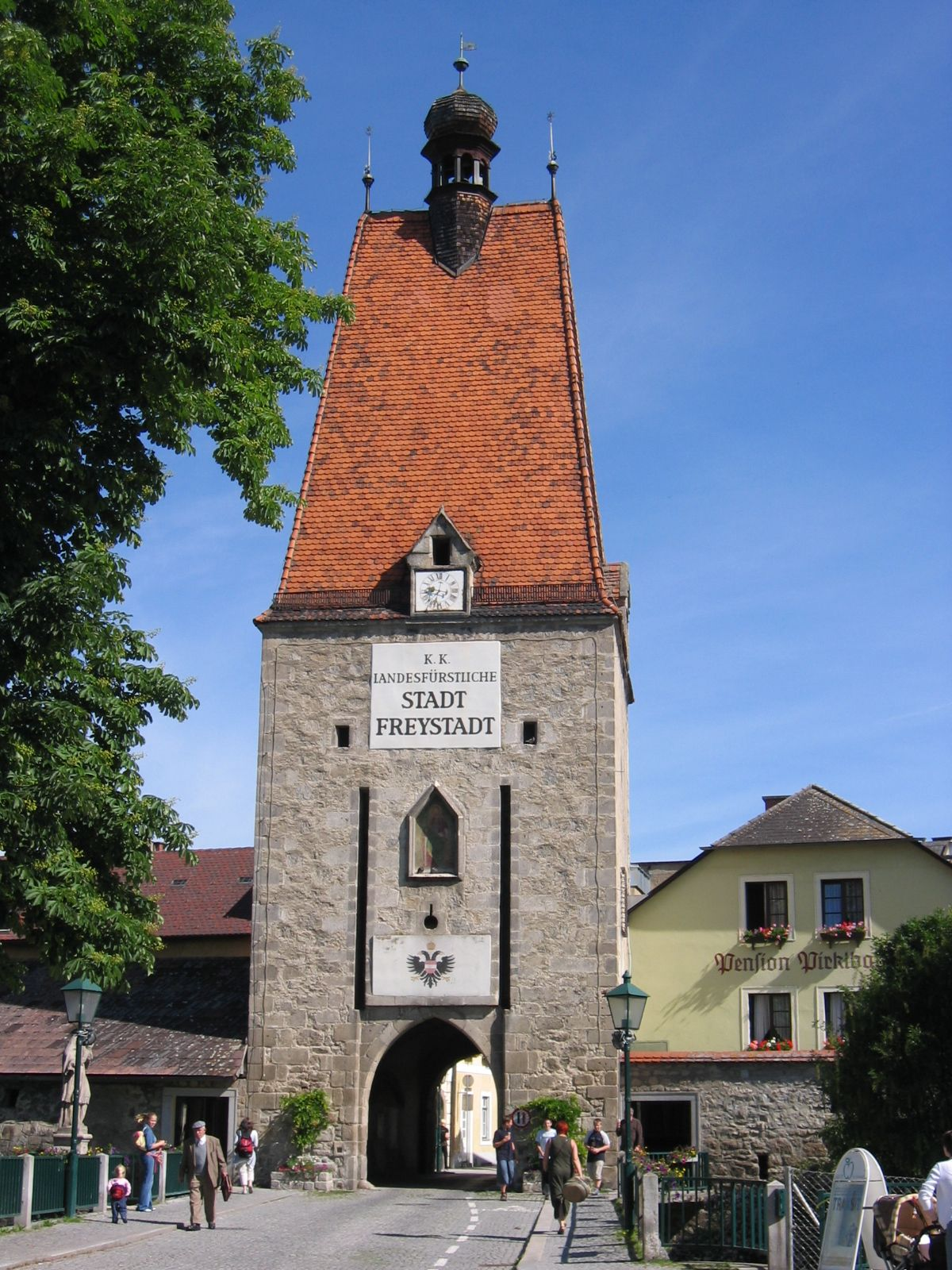
Linzertor
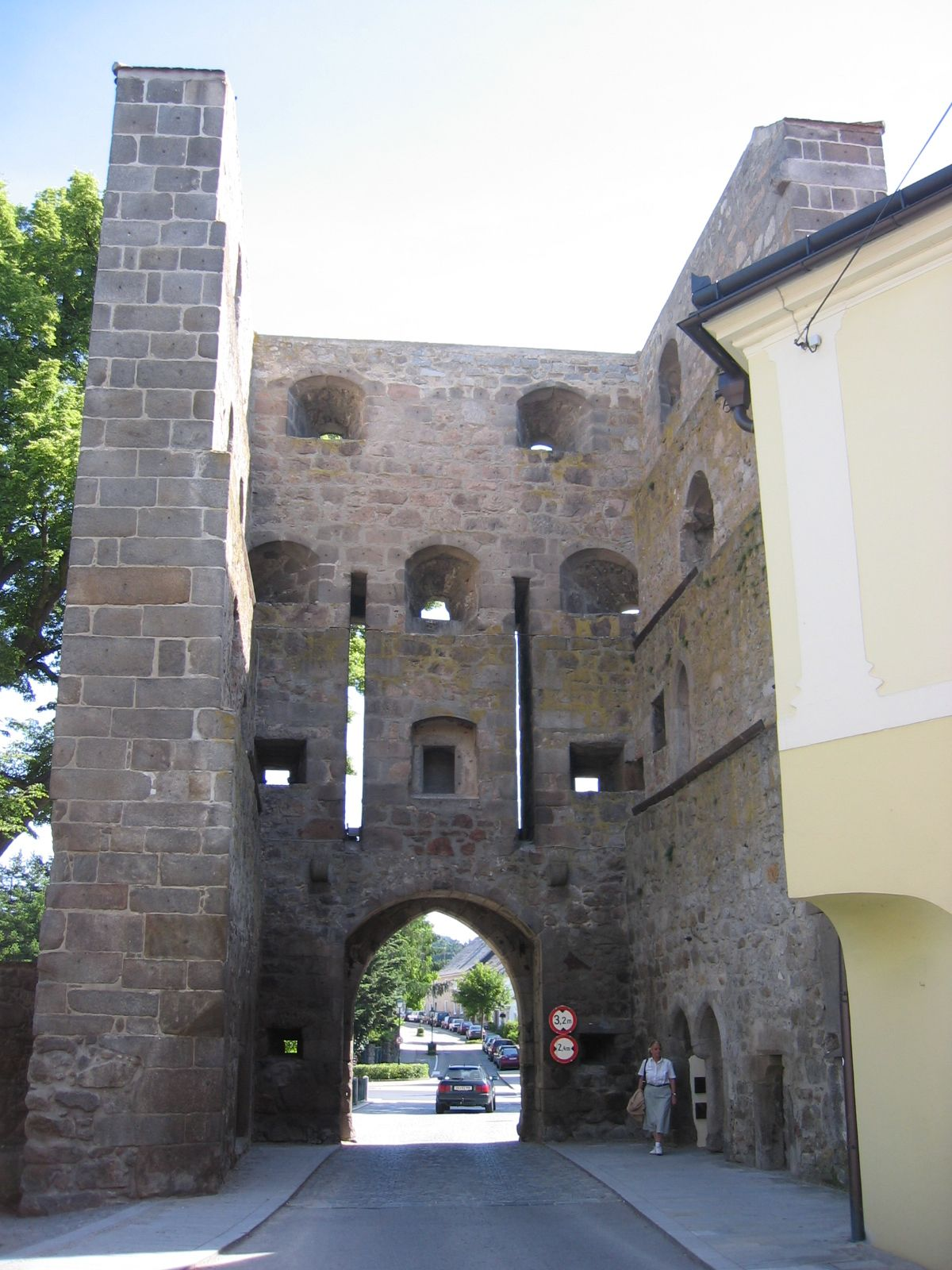
Böhmertor von innen
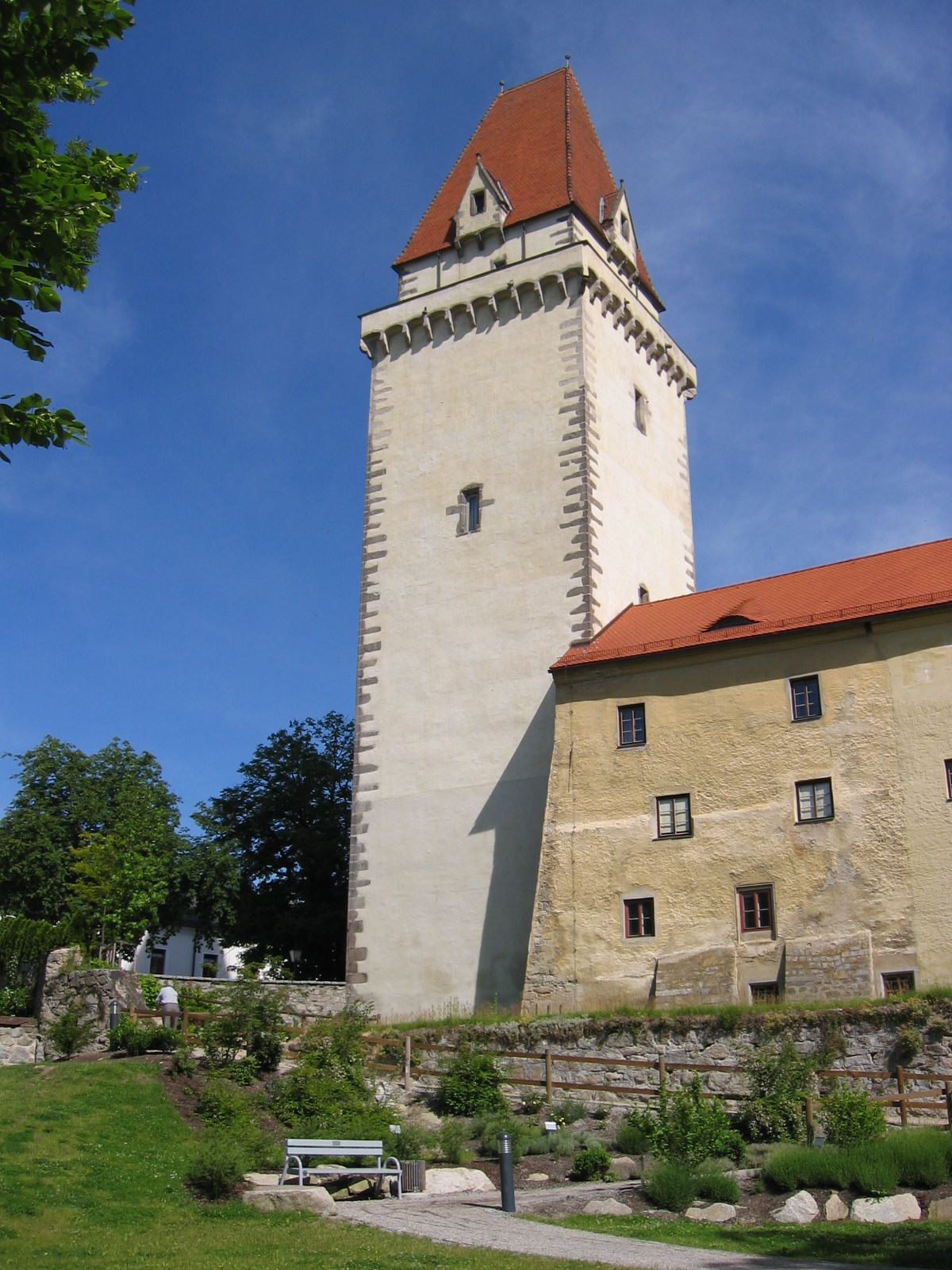
Bergfried beim Schloss
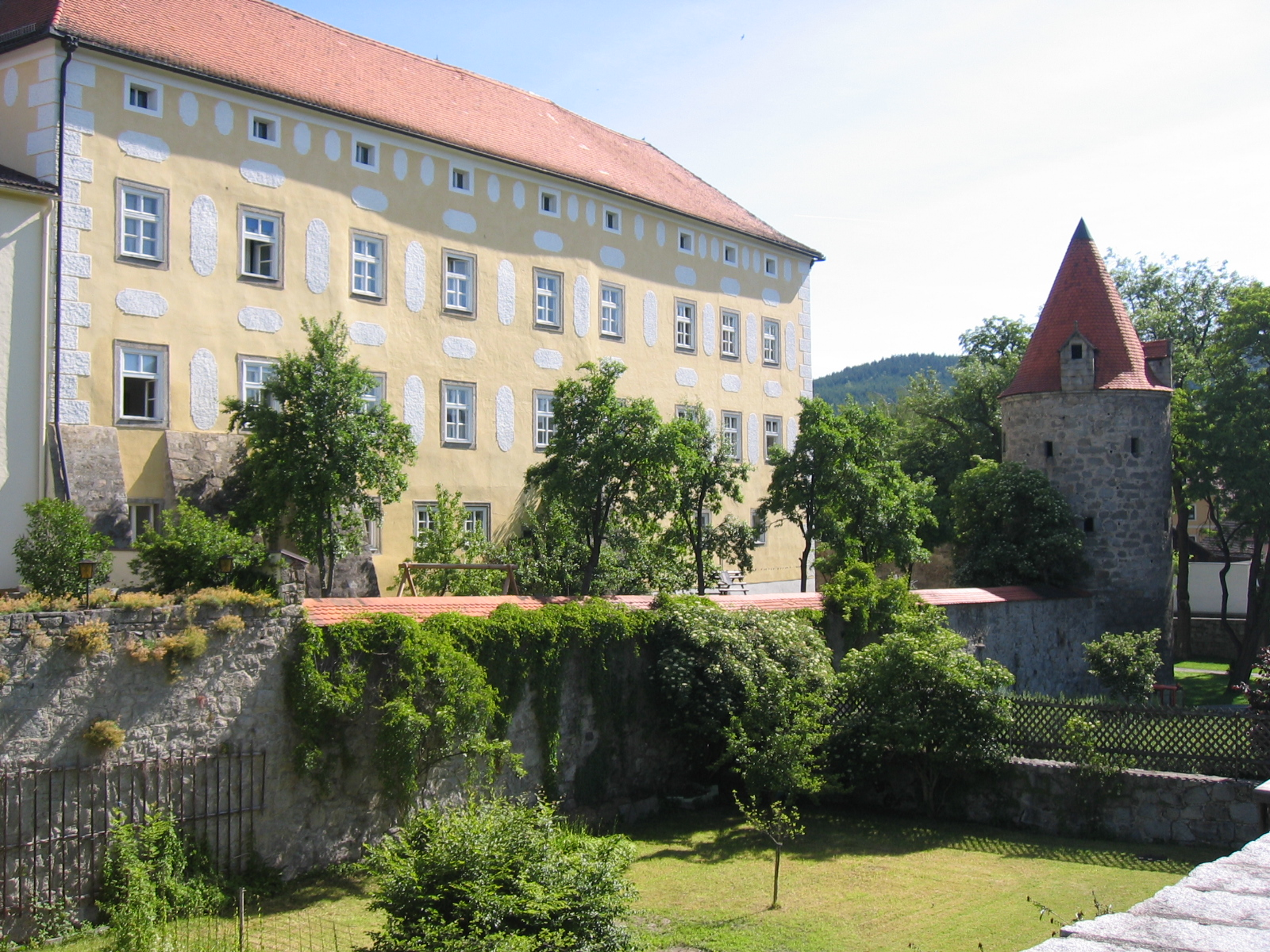
Dechanthofturm (und Dechanthof)

### Selbstverwaltung
Der wirtschaftliche Aufstieg Freistadts schlug sich in der politischen Selbstverwaltung nieder. Ab 1286 gab es einen Stadtrichter, 1354 wurde der Rat und die Geschlossenheit der Bürger erwähnt, ein Stadtschreiber ist 1371 nachweisbar und 1388 gab es mit Jakob Megerlein den ersten Bürgermeister der Stadt. (Siehe auch: Liste der Bürgermeister von Freistadt).
Wie in allen anderen Städten gab es den Inneren Rat, den eigentlichen Stadtrat. Die acht Mitglieder waren aus dem Stand der Handelsbürger und traten zweimal wöchentlich unter dem Vorsitz des Bürgermeisters zusammen. Später kam der Äußere Rat hinzu, das Vertretungsorgan der Gesamtbürgerschaft. Im Äußeren Rat saßen die Handwerker, die politische Macht erkämpft hatten. Dazu zählte auch der erste bekannte Arbeiterstreik Oberösterreichs, den Bäckergesellen 1397 durchführten.
Die wichtigsten Stadtämter waren Stadtkammeramt, Ungeltamt, Spitalamt, Spentamt, Mautamt, St. Katharina-, St. Peterkirch- und Gottesleichenamt und Schulprovisoramt. In Freistadt wurden die sozialen Aufgaben ernst genommen, wie aus der Anzahl der Stadtämter ersichtlich ist. Es gab ein Siechenhaus für kranke und hilflose Bürger und ein Spital, zuerst bei der Liebfrauenkirche (bis zum Hussiteneinfall 1423), später bei der Johanneskirche in der südlichen Vorstadt. Um 1790 entstand ein Neubau des Spitals und diente bis 1938. Das Spentamt samt Spenthaus für arme und bedürftige Bürger befand sich in der Samtgasse.

### Schulwesen und Kirche

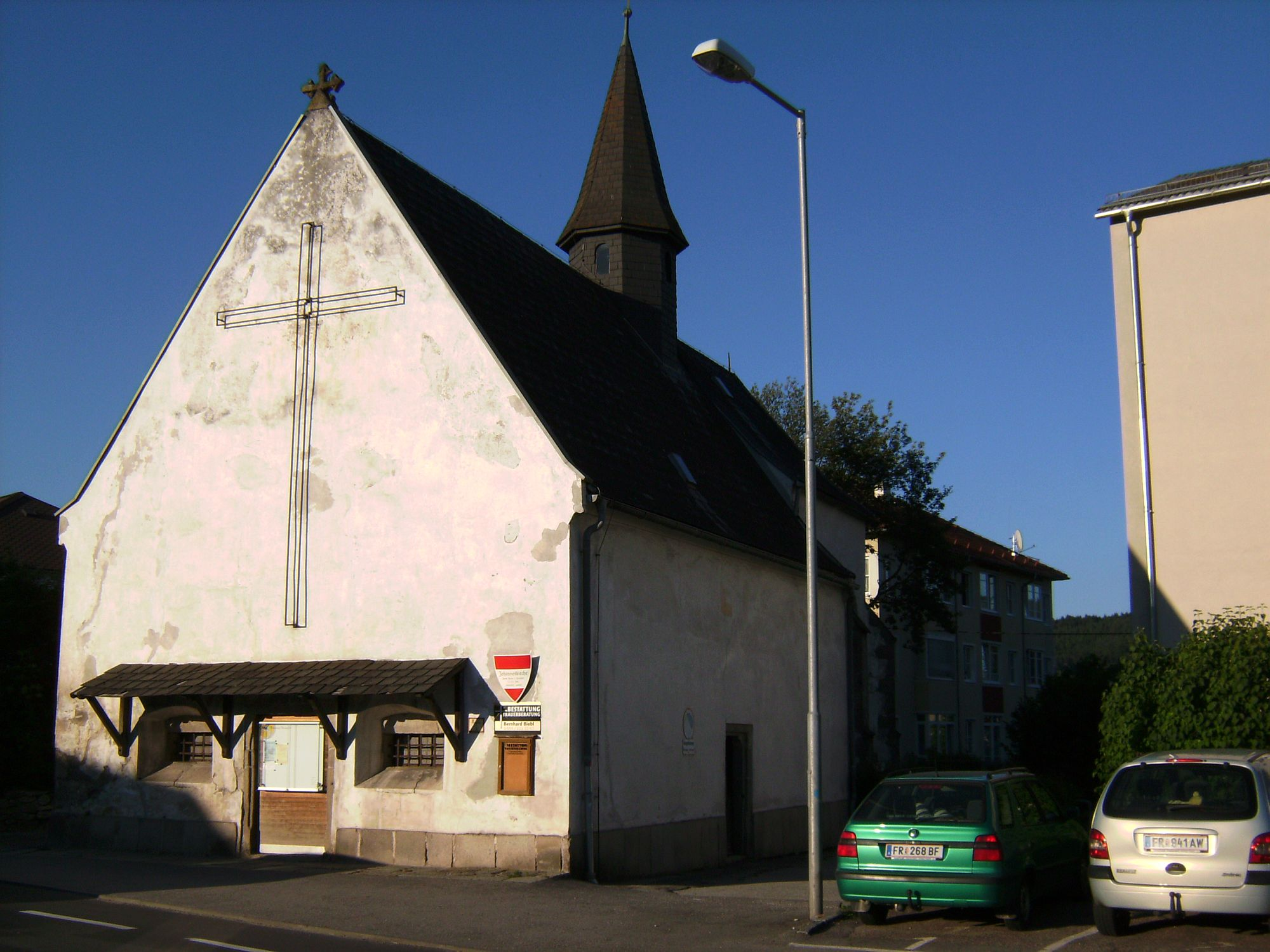
Johanneskirche, die älteste Kirche der Stadt

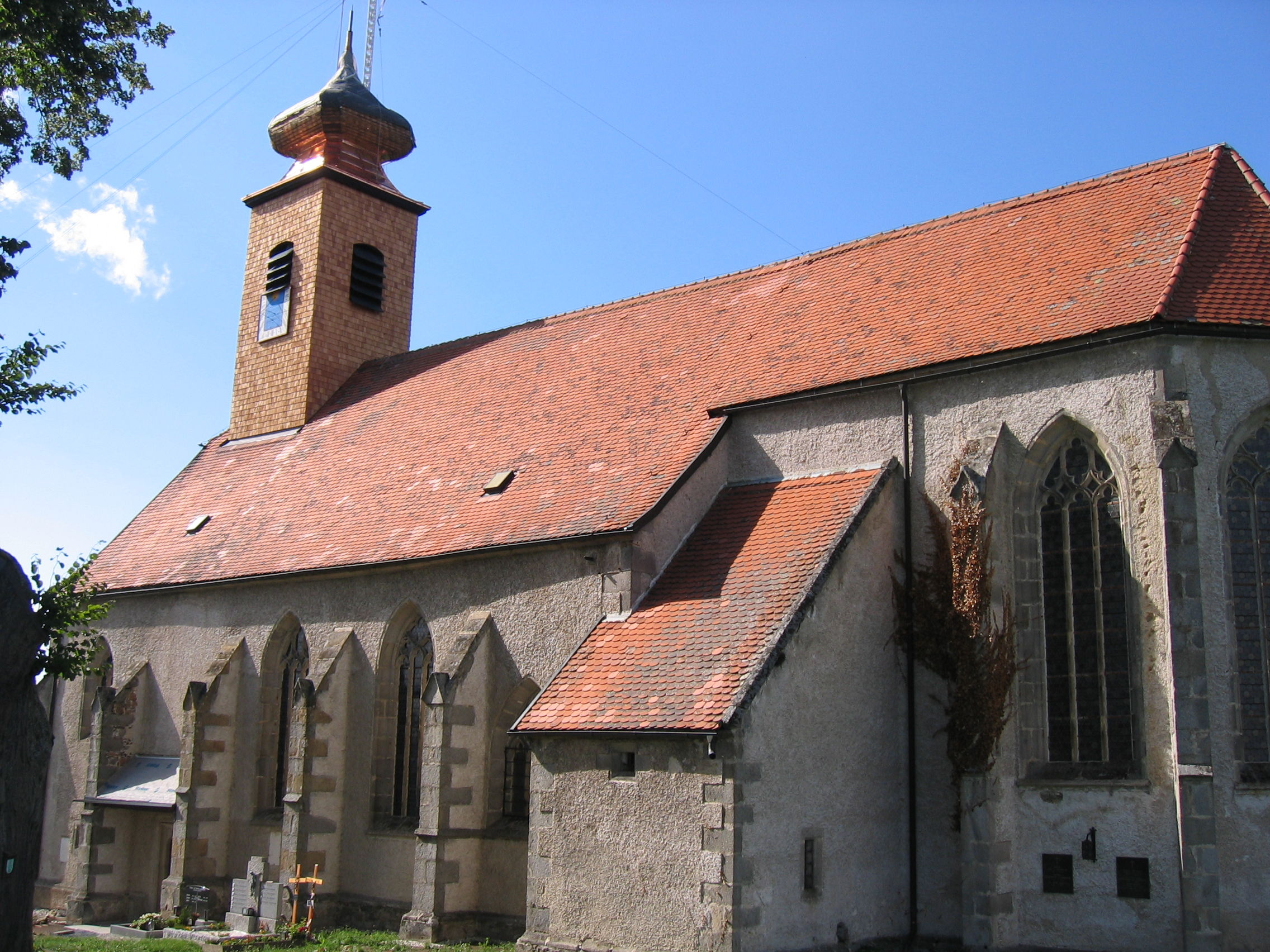
Kirche in St. Peter

Das Schulwesen in Freistadt kam nicht zu kurz. Die Handelsleute und Handwerker wollten, dass ihre Kinder Lesen, Schreiben und Rechnen erlernten. Bereits im Jahr 1371 wurde in einer Urkunde ein Schulmeister erwähnt, 1404 ein Schulhaus bezeichnet und 1543 eine Lateinschule zum ersten Mal erwähnt. Die Lateinschule war sehr eng mit der Kirche verbunden.
Die Frömmigkeit der Freistädter Bürger war für österreichische Verhältnisse überdurchschnittlich ausgeprägt. Stiftungen sollten allen Geistlichen, die eine Messe zu lesen hatten, ein ausreichendes Einkommen sichern. Die meisten Stiftungen in Form von Häusern und Höfen standen zwischen der Pfarrkirche und dem Pfarrhof. Folgende Stiftungshäuser sind bekannt: Frühmess-, Leonhard-, Gottsleichnahm-, Dreikönig-, Apostel-, Margareten-, Barbara-, Johannis-, St. Peter- und Paul-, Thomas-, Hl. Kreuz-, Allerheiligen-, Leopold-, Georgsstift, das Priesterbruderschaftsstiftungshaus sowie das Michaelsstift (Salzgasse Nr. 85).
Zusätzlich sorgten die Bürger der Stadt auch für die Kirchen. Die Stadtpfarrkirche wurde 1288 zum ersten Mal urkundlich erwähnt, im 14. und 15. Jahrhundert gotisiert und erhielt ein viertes und fünftes Seitenschiff (heute die einzige fünfschiffige Basilika Österreichs). Anfangs gehörte sie zur Pfarre St. Jakob in Neumarkt, die 1185 erstmals erwähnt wurde. Auf Grund der beiden großen Stadtbrände 1507 und 1516 ist nichts mehr von der damals üppigen Ausstattung übrig geblieben. In der Barockzeit wurden einige Ausstattungen unwiederbringlich durch andere ersetzt.
Die 1345 erstmals erwähnte Liebfrauenkirche liegt außerhalb des Böhmertors und blieb damit von den Stadtbränden verschont. Diese Kirche brannte zwar 1361 ab und wurde um 1422 von den Hussiten zerstört, jedoch im gotischen Stil ab dem Jahr 1440 wieder aufgebaut und seither kaum verändert. Mathes Klayndl schuf 1484 eine spätgotische steinerne Säule für das Ewige Licht als Totenleuchte. Heute steht sie in der Kirche und ist das einzige Kunstwerk dieser Art in der Stadt. Im Jahr 1557 wurde der Stadtfriedhof rund um die Kirche vergrößert, innerhalb der Stadtmauern hat sich nie ein Friedhof befunden.
Die Kirche in Sankt Peter auf dem Berg wurde im 14. und 15. Jahrhundert im gotischen Stil ausgebaut und die Johanneskirche erhielt einen gotischen Chor und Malereien. In der Stadt selbst gab es noch eine Kapelle im heutigen Piaristenhaus am Hauptplatz und eine weitere in der Heiligen-Geist-Gasse in der Nähe des Böhmertors. Die letztgenannte wurde später den Protestanten überlassen.
Der Protestantismus (Lutheraner) wurde in Freistadt auf Grund der Handelsbeziehungen rasch angenommen. Das Eingreifen der Reformations-Commision im Dezember 1597 unter der Führung des Bischofs von Passau und des Landeshauptmanns Ob der Enns (Name Oberösterreichs vor 1919) beendete die weitere Ausbreitung des Protestantismus in der Stadt. Dennoch bekannten sich um 1610 mehr als die Hälfte der Bevölkerung zu dieser Glaubensrichtung. Endgültig entschieden wurde die Frage der Glaubensrichtung zwischen 1627 und 1629. Nach dem oberösterreichischen Bauernkrieg und dem Sieg des Kaisers Ferdinand II. über die Protestanten mussten alle Nichtkatholiken die Stadt verlassen (Restitutionsedikt). Nach Zahlung von 10 % ihres Vermögens „durften“ 76 reiche und angesehene Familien oder Einzelpersonen Freistadt verlassen; über deren spätere Wohnorte ist nichts Genaues bekannt. Es wird vermutet, dass die meisten von ihnen in den fränkischen Gebieten von Ansbach-Bayreuth eine neue Heimat gefunden haben. Diesen großen Substanzverlust konnte die Stadt lange Zeit nicht überwinden.

### Kriege, Feuer und Pest

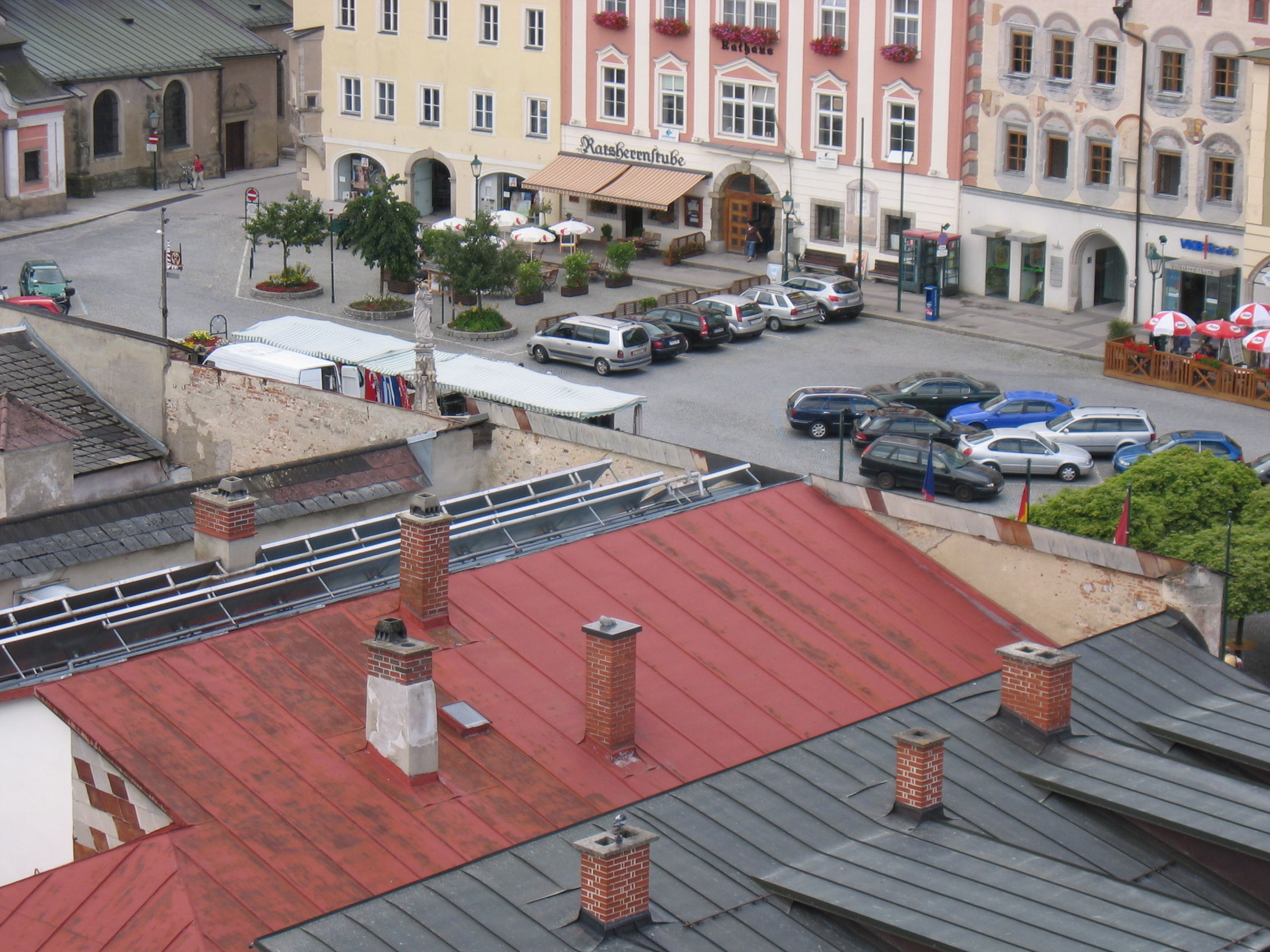
Feuermauern von hinten (gesehen vom Bergfried)

In den 350 Jahren der Blüte gab es auch Notzeiten. Die Hussiten 1420/30 schadeten den Handelsgeschäften und die andauernden Auseinandersetzungen zwischen den Habsburgern und Böhmen, insbesondere unter Friedrich III., hatten ebenfalls negative Auswirkungen auf die Geschäfte. Jedoch kam es in der gesamten Geschichte nie zu großen Kampfhandlungen und Zerstörungen der Stadt.
Freistadt wurde 1507 und 1516 von zwei großen Stadtbränden heimgesucht, die alle Häuser der Stadt vernichteten. Nur das abseits stehende Schloss wurde verschont. Daraufhin befreite Kaiser Maximilian I. Freistadt von allen Steuern und verpflichtete sie, die Häuser mit einer hochgezogenen Feuermauer zu umgeben (auf Insprukerisch (innsbruckerisch) zu bauen). Diese Bauweise hat sich bewährt und ist bis heute noch sichtbar. Weiters wurde die Wasserversorgung verbessert und somit konnte seitdem ein großer Stadtbrand vermieden werden.
Die Pest und pestartigen Seuchen forderten in den Jahren 1541 und 1562 jeweils mehrere hundert Tote. Allein 1541 starben rund 230 Einwohner, ein Siebtel der damaligen Bevölkerung. Im Jahr 1593 wurden erstmals ein Arzt (Landschaftsphysiker Dr. Sabisch) und eine Apotheke erwähnt.

## Wendepunkt ab 1627

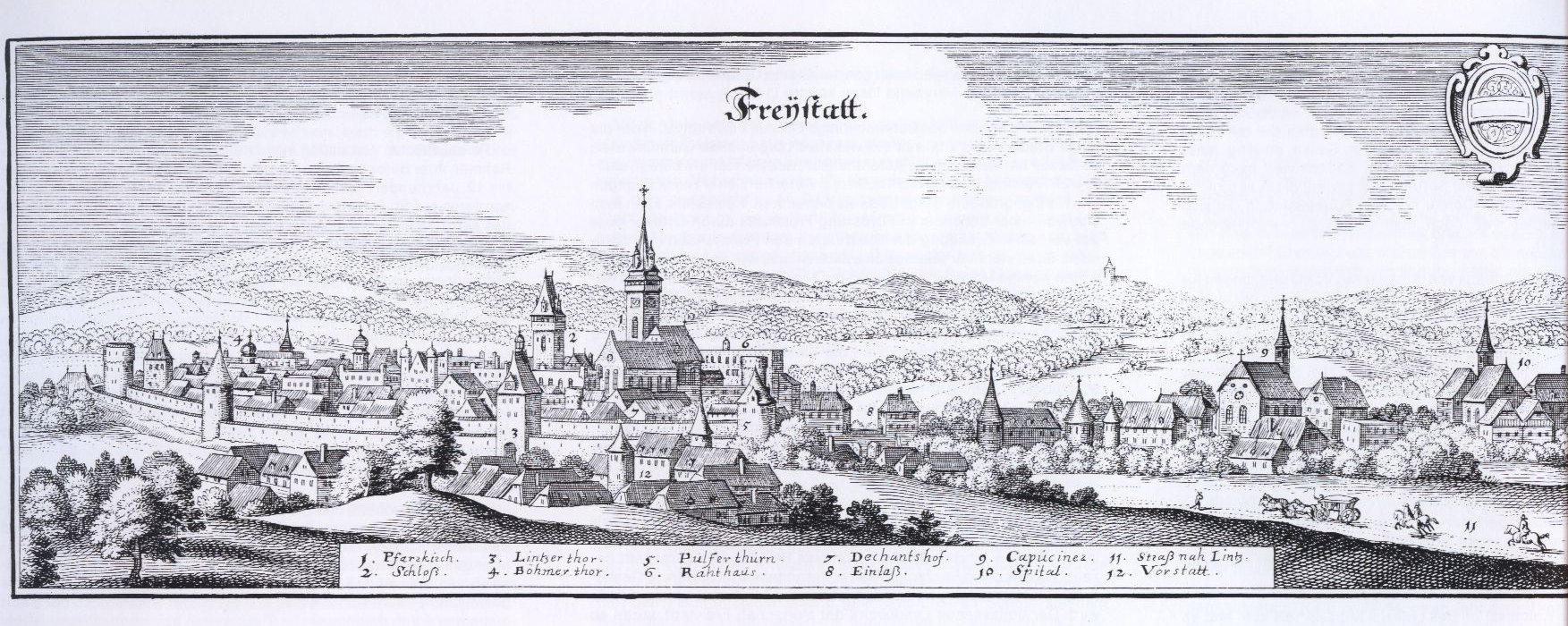
Freistadt um 1649

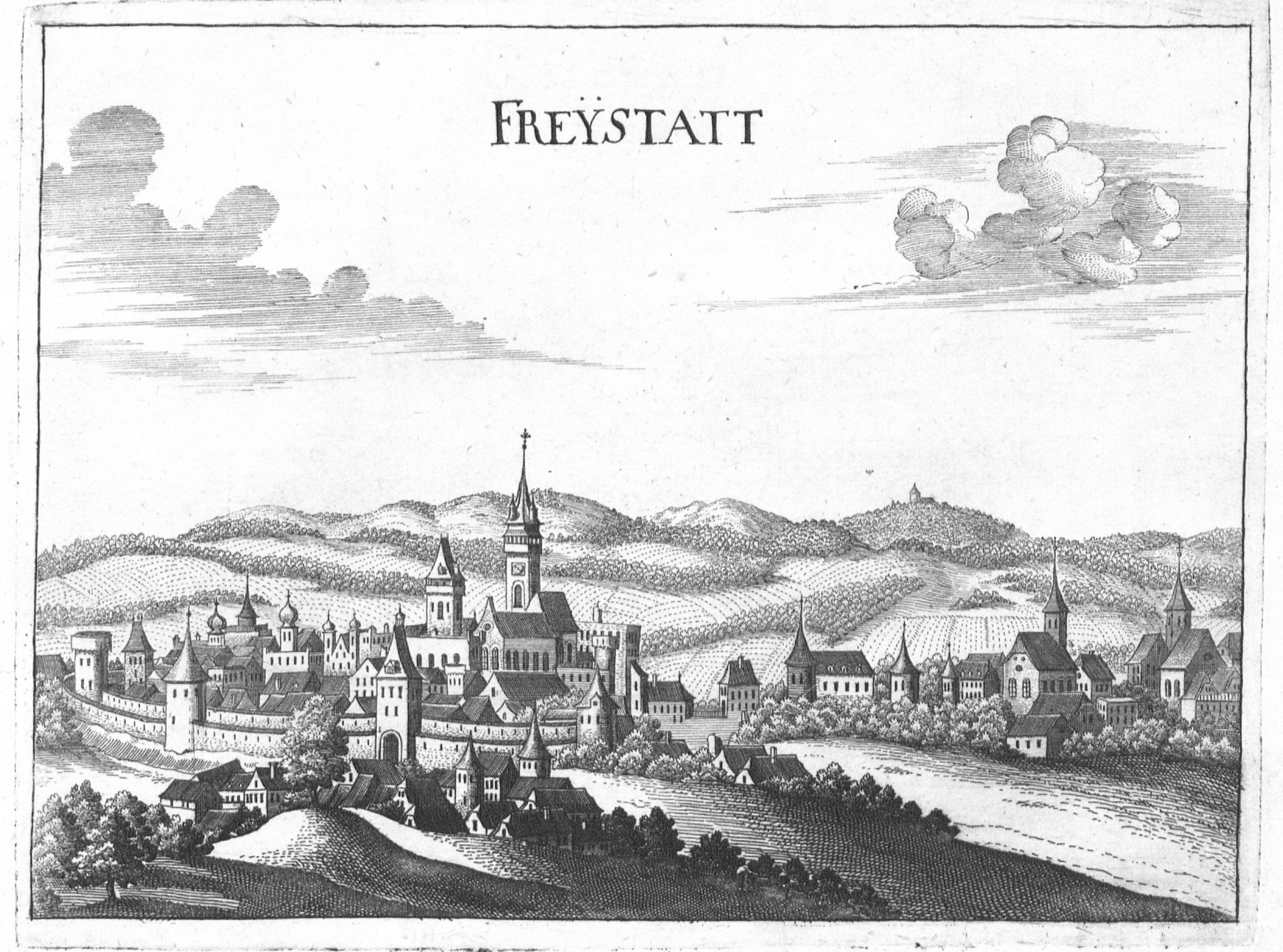
Ansicht von Freistadt um 1674, Stich von G.M.Vischer

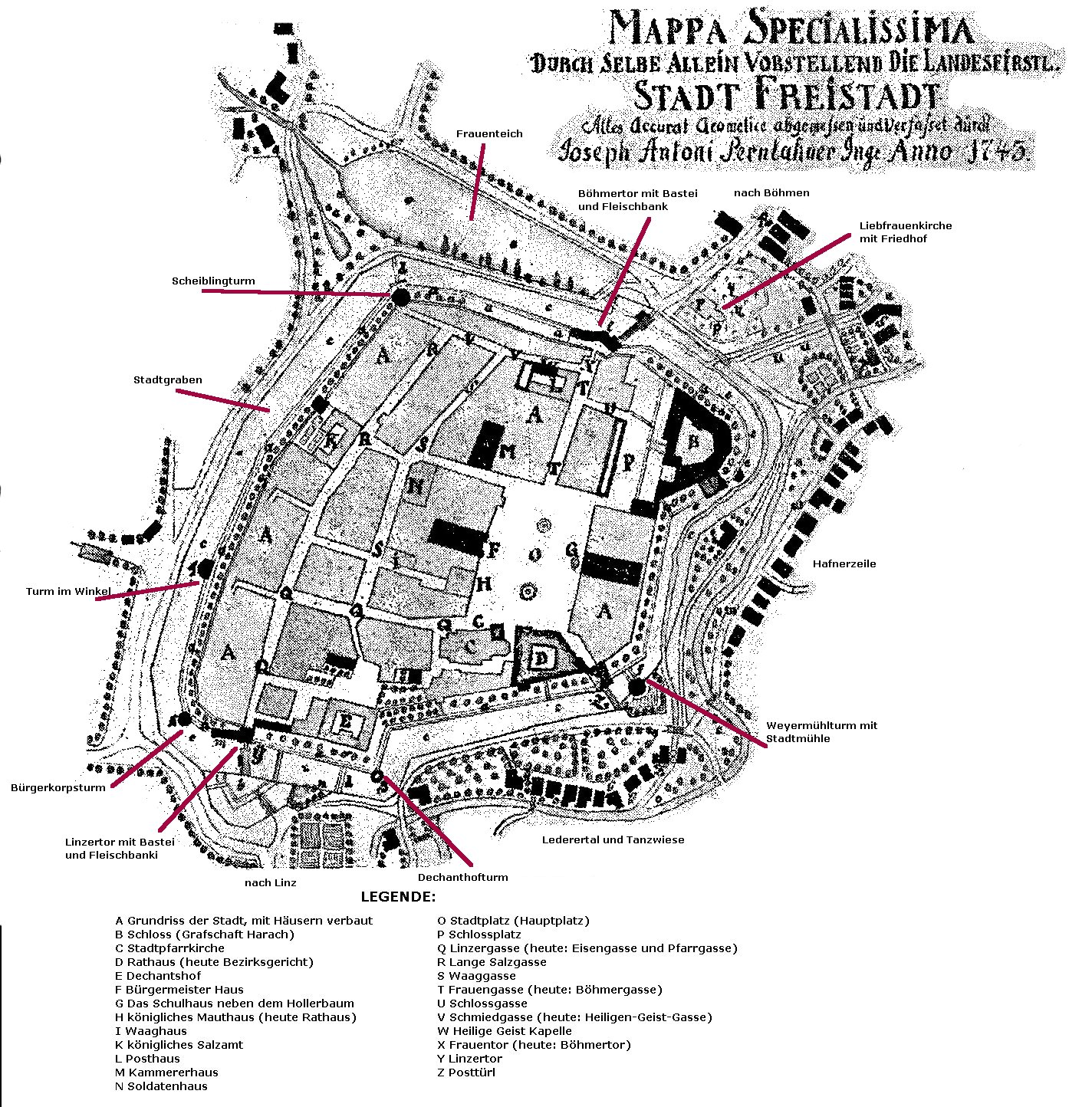
Stadtplan um 1743 (mit heutigen Bezeichnungen)

### Absolutismus und Merkantilismus
Der Dreißigjährige Krieg und der oberösterreichische Bauernkrieg waren ein Wendepunkt in der Geschichte der Stadt. Die rund 5000 aufständischen Bauern eroberten Freistadt am 1. Juli 1626 nach einer längeren Belagerung. Freistadt war nur von 150 Soldaten und den Stadtbewohnern verteidigt worden. Dies war die erste und einzige Eroberung der Stadt in ihrer Geschichte, wobei davon ausgegangen wird, dass Stadtbewohner den Belagerern beigestanden hatten, um eine Hungersnot zu vermeiden. Die Bauern plünderten das Schloss, mussten Freistadt aber nach einer Niederlage in Kerschbaum im August wieder räumen. Der blühende Handel war fast gänzlich ruiniert und die Stadt konnte sich lange nicht erholen. Die Einnahmen von Freistadt lagen 1623 (trotz Besetzung durch Truppen der Katholischen Liga) bei 38.985 Gulden. Im Jahr 1626 sanken sie auf 4547 Gulden. Hinzu kamen die Abwanderung der protestantischen Bevölkerung und die Änderungen der Grenzen zu Böhmen hin. Da Böhmen ab 1620 Erbland der Habsburger wurde, verlor Freistadt nach und nach seine Privilegien. Durch das Verschwinden der Grenze, wurde es wirtschaftlich und militärisch unbedeutend.
Die Habsburger führten nach der Gegenreformation den Absolutismus in ihren Ländern ein. Die politische Selbstständigkeit und Unabhängigkeit der Städte passte nicht in die Herrschaftsordnung und durch den Merkantilismus verloren die Stadt und ihre Zünfte weiter an Bedeutung. Den Zünften entstand durch Manufakturen erhebliche Konkurrenz und Freistadt kam in wirtschaftliche Bedrängnis. Die Bedeutung aus der Blütezeit des 14. und 16. Jahrhunderts hat es nie mehr erlangt.
Die wirtschaftliche Stagnation ab 1627 und die Folgen des Dreißigjährigen Krieges waren auch die Gründe dafür, dass Freistadt die Bedeutung als alte Handelsstadt und Bollwerk (Grenzstadt) im Land ob der Enns einbüßte. Die sechs anderen landesfürstlichen Städte Enns, Gmunden, Linz, Steyr, Vöcklabruck und Wels sind einwohnermäßig größer und wirtschaftlich bedeutender.

### Verlust der Selbstständigkeit

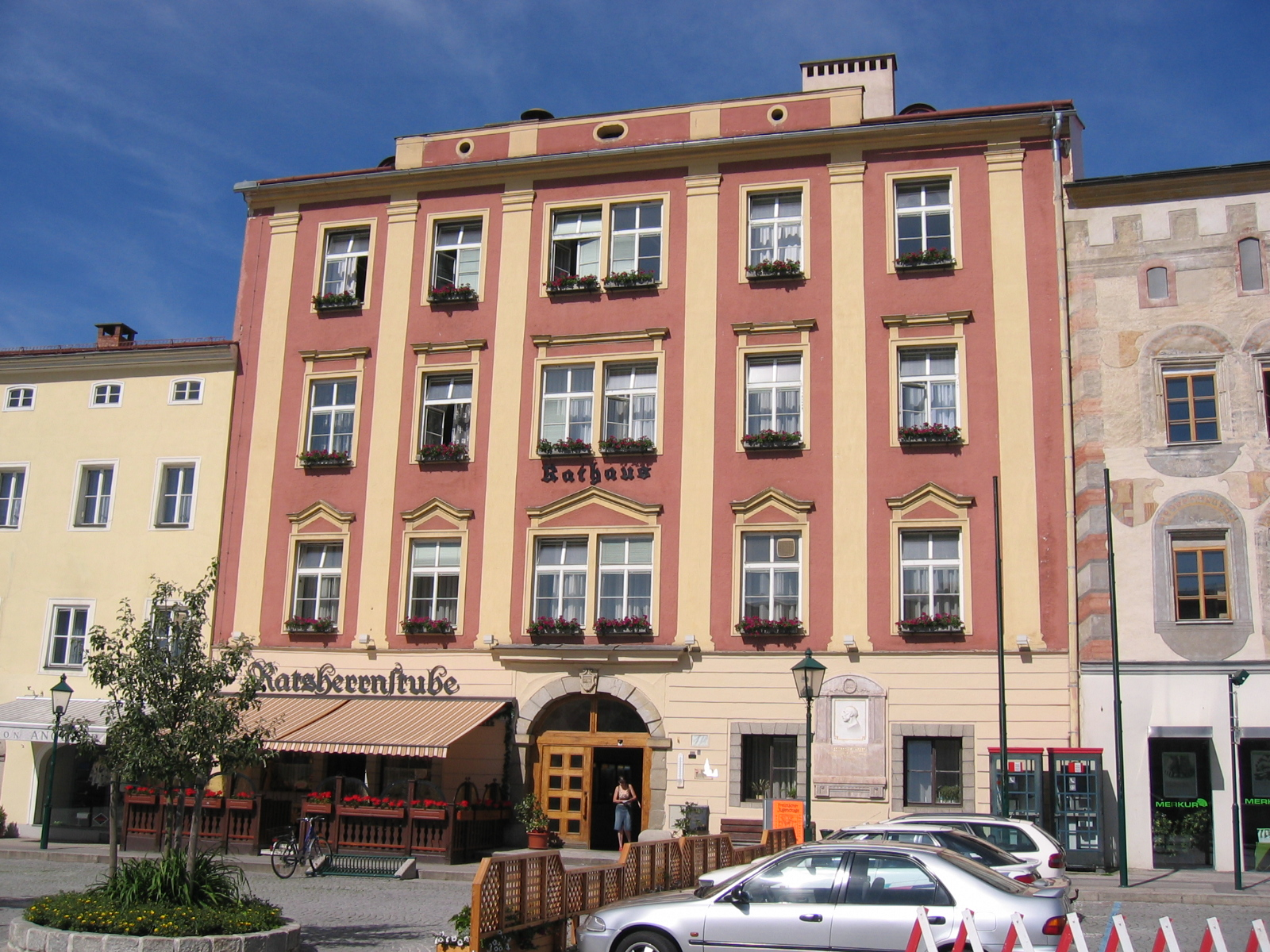
Rathaus Freistadt

Die städtische Selbstverwaltung mit jährlich durchgeführten Bürgermeister-, Richter- und Ratswahlen und regelmäßiger Erneuerung der Stadtordnung endete im Jahr 1600, als der Einfluss der Landesfürsten (Habsburg), vertreten durch den Landeshauptmann und die von diesem berufenen Wahlkommissäre als Prüf- und Kontrollorgane mehr und mehr in der Stadt spürbar wurde. Bürgermeister, Stadtrichter und Ratsmitglieder konnten nur mit Zustimmung der vorgesetzten Behörden gewählt werden. Der Amtseid musste in Linz oder Wien abgelegt werden; die Reisekosten belasteten die Stadtkasse.
Josef II. setzte 1783 einen Schlussstrich unter die Entmachtung der vorher selbstständigen Stadt. Die Magistratsverfassung trat an die Stelle der alten Stadtverfassung. Der Magistrat, bestehend aus Bürgermeister und Räten löste den alten Stadtrat und den Stadtrichter als Behörde ab. Der letzte Stadtrichter in Freistadt trat im Jahr 1789 zurück. Infolge der Verfassungs- und Verwaltungsänderung unter Josef II. wurde Freistadt kurzzeitig der Hauptort des damals neu geschaffenen Kreises Mühlviertel (= Mühlkreis), bevor das Kreisamt 1794 nach Linz verlegt wurde. Das Kreisamt in Freistadt war im heutigen Rathaus untergebracht.
Diese Magistratsverfassung blieb bis 1848/49 bestehen und wurde durch die noch gültige Gemeindeordnung ersetzt. Die seit 1849 frei und demokratisch gewählten Bürgermeister und Stadträte waren bereits Vertreter von politischen Strömungen. Bis zum heutigen Tag stellt die konservative Partei, die Christlichsoziale Partei und schließlich die Österreichische Volkspartei alle demokratisch gewählten Bürgermeister von Freistadt. Das allgemeine Wahlrecht von 1908 änderte daran nichts.
Nach 1848 wurde Freistadt die Bezirkshauptstadt im gleichnamigen Bezirk. Das alte Rathaus wurde dem Staat überlassen und beherbergte das Bezirksgericht, das Grundbuchamt und die Bezirkshauptmannschaft. Das Rathaus übersiedelte 1850 in das Haus der ehemaligen Kreisverwaltung am Hauptplatz. Noch heute befindet sich das Rathaus in diesem Gebäude. Später folgten Gendarmerie (1850) und die kaiserliche und königliche Armee (1879 im Schloss Freistadt untergebracht) und andere Ämter. Aus der Handelsstadt war eine Schul- und Verwaltungsstadt geworden.

### Die wirtschaftliche Lage

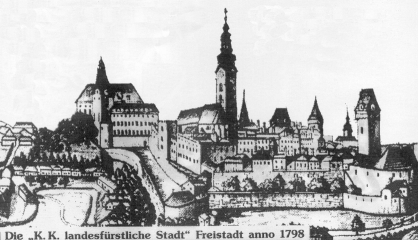
Freistadt um 1798

Die wirtschaftliche Lage seit dem Ende des Dreißigjährigen Krieges war sehr schlecht. Eine Verarmung trat nicht ein, jedoch gingen die Einnahmen im Vergleich zu früheren Jahrhunderten zurück. Der größte Vorteil von Freistadt war die Lage an einer wichtigen Handelsstraße. Die Menge der transportierten Mengen kann man anhand der Aufzeichnungen der Stadtwaage ablesen: 1599: 12.309 Zentner, 1625: 3673 Zentner und 1728: 16.601 Zentner (der absolut höchste gemessene Wert).
Der Salzhandel nach Böhmen nahm noch immer den Weg über Freistadt. Bei einer Umrechnung der jährlichen Salzmenge auf die eingesetzten Fuhrwerke durchquerten täglich durchschnittlich drei- bis vierhundert Salztransporte die Stadt. Dadurch florierte das Gastgewerbe; 20 Gasthäuser stellten Unterkunft und Verpflegung zur Verfügung.

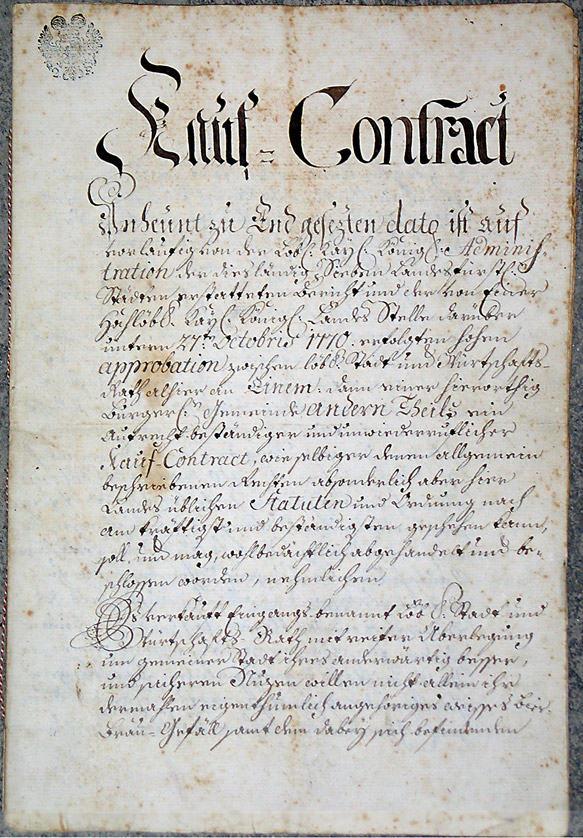
Vertrag zur Gründung der Braucommune

Im 18. Jahrhundert kam es auf Grund mangelnder Qualität des Bieres zur Unzufriedenheit der Bürger, deshalb wurde zwischen 1770 und 1777 ein neues Brauhaus errichtet. Alle 149 Hauseigentümer der Innenstadt sind seitdem Mitglieder der Braucommune Freistadt (heute: Freistädter Bier), eines Zusammenschlusses des Braunbierhauses der Gmain und des Weißbierhauses des Magistrats. Zuerst leitete der Bürgermeister die Commune, ab 1835/37 übernahm dies ein gewählter Vorstand. Noch heute wird mit einem Hauskauf in der Innenstadt zusätzlich ein Anteil mit Stimmrecht an der Brauerei Freistadt erworben.
Die eisenverarbeitenden Betriebe (Hammerwerke) im Thurytal an der Feldaist in der Nähe von Freistadt wurden gegen Ende des 19. Jahrhunderts geschlossen. In einem restaurierten Schau-Hammerwerk kann die Arbeitsweise heute wieder beobachtet werden.
Zwischen 1832 und 1873 fuhr die Pferdeeisenbahn Linz–Budweis rund vier Kilometer an der Stadt vorbei, ein Beispiel, wie unwichtig sie geworden war. Diese Strecke übernahm mit der Zeit mehr und mehr den Salztransport und durch die Stadt fuhren nur noch wenige Pferdefuhrwerke. Erst mit dem Bau der Summerauer Bahn, die ursprünglich von St. Valentin nach Budweis führte, erhielt Freistadt seinen Bahnanschluss. Am 6. November 1872 wurde der Abschnitt Freistadt–Summerau für den Gesamtverkehr und der Abschnitt St. Valentin–Freistadt für den Güterverkehr eröffnet. Am 2. Dezember 1872 wurde die Teilstrecke St. Valentin–Freistadt ebenfalls für den Gesamtverkehr freigegeben. Mit der Eröffnung der Strecke von Linz nach Gaisbach-Wartberg am 20. Dezember 1873 war Freistadt mit der Landeshauptstadt Linz eisenbahnmäßig verbunden. Am 5. April 1956 wurde das Teilstück Mauthausen–Gaisbach-Wartberg der Stammstrecke stillgelegt und später abgetragen. Der Bahnhof, der heute von den Österreichischen Bundesbahnen (ÖBB) betrieben wird, befindet sich auf Grund der geografischen Gegebenheiten, Freistadt liegt in einem Talkessel, rund drei Kilometer südwestlich des Stadtzentrums. Die 1913 geplante Verbindung als Lokalbahn zum Stadtzentrum (heutiger Stifterplatz) wurde auf Grund des Ersten Weltkriegs nicht verwirklicht. Ebenso wenig verwirklicht wurden die geplanten Bahnstrecken nach Bad Leonfelden, Gmünd (über Harrachstal) und Langschlag (über Liebenau).
Die Freistädter Bürger entwickelten Initiativen gegen den wirtschaftlichen Verfall. Der Aufschwung sollte nicht durch Privilegien und Subventionen ermöglicht werden, sondern durch eigene Ideen. Man intensivierte die Landwirtschaft und erleichterte das Gewerbe; durch die Konkurrenz wurden höhere Erträge erzielt. Dies spiegelte sich in der ersten Ausstellung der Obderennsischen Landwirtschaftsgesellschaft wider. Somit war das Jahr 1862 die Geburtsstunde für die Freistädter Messe (heute: Messe Mühlviertel), die älteste und derzeit drittgrößte Messe in Oberösterreich. Zuerst wurde die Messe im Vierjahresrhythmus veranstaltet, später alle zwei Jahre und seit 2007 findet sie jährlich im September statt.

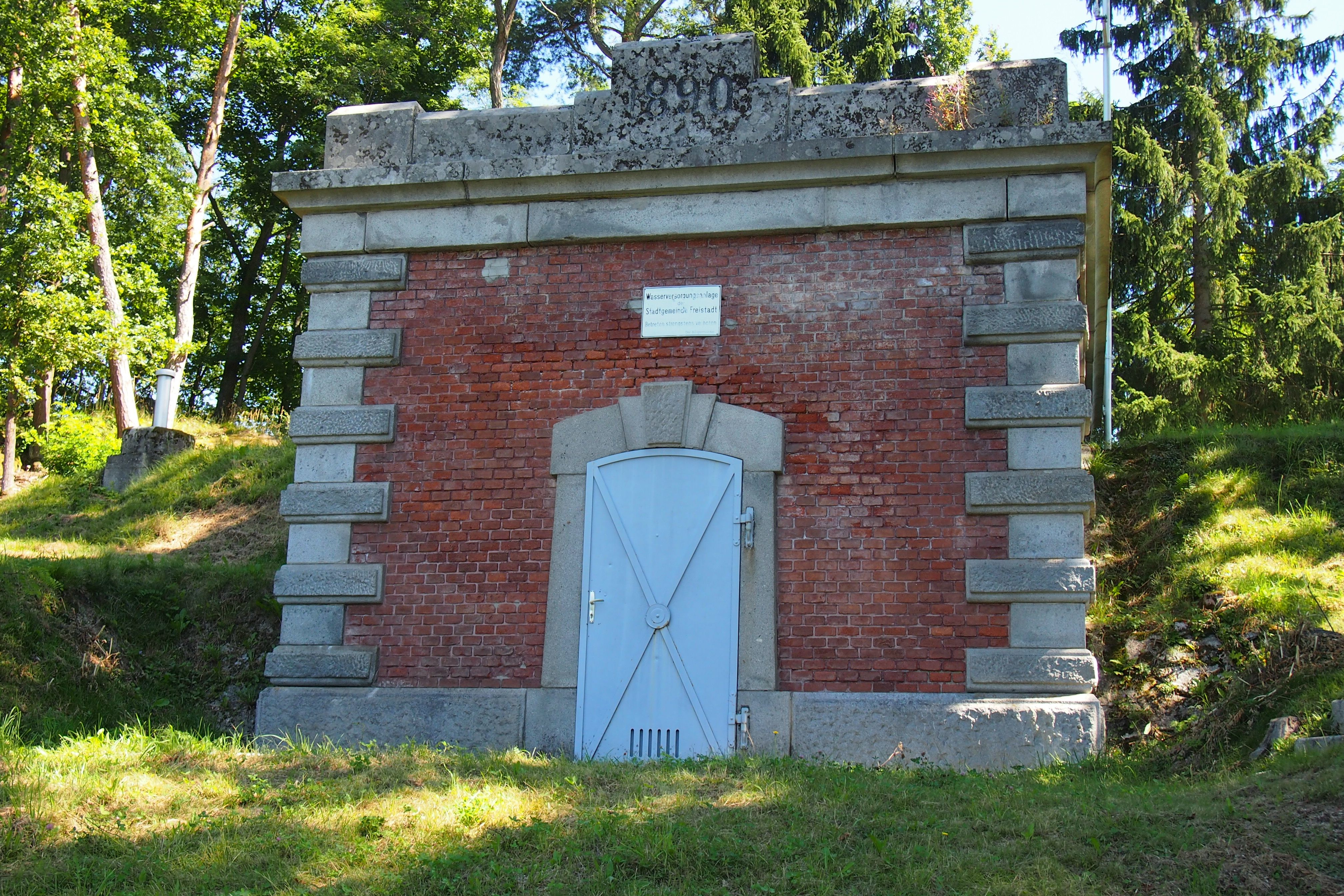
Die denkmalgeschützte Wasserversorgungsanlage von 1890

1866 wurde die Freistädter Sparkasse gegründet (mittlerweile an die Sparkasse Oberösterreich verkauft) und 1889 begann Freistadt mit dem Bau der Hochquellen-Wasserleitung, die seit 1962 endgültig fertig gestellt ist. Der erste Abschnitt der Kaiser Franz Josef Hochquellenleitung umfasste fünf Quellen in der Zelletau mit einem Hochbehälter im Graben, die unter Denkmalschutz steht. 1871 wurde das erste, private Schwimmbad errichtet, das 1893 von der Stadt gekauft wurde und nach dem Zweiten Weltkrieg neu errichtet wurde. Die Regulierung der Feldaist im Stadtgebiet dauerte bis in die Mitte des 20. Jahrhunderts. 1906 ging eine Azetylengas-Anlage, die von der Gumpoldskirchner Maschinen- und Metallwarenfabrik Richard Klinger eingerichtet wurde, in Freistadt in Betrieb. Die Versorgung der öffentlichen und privaten Beleuchtung wurde mit 20 Kilometer Rohrleitungen, 1400 Lampen und 74 Straßenlaternen sichergestellt.
Aus heutiger Sicht sehr vorausschauend war die Erhaltung des mittelalterlichen Kerns durch den Bau einer Promenade entlang der Stadtmauer. Ebenso ließ Freistadt die Befestigungsanlagen nicht verfallen.

### Schulwesen

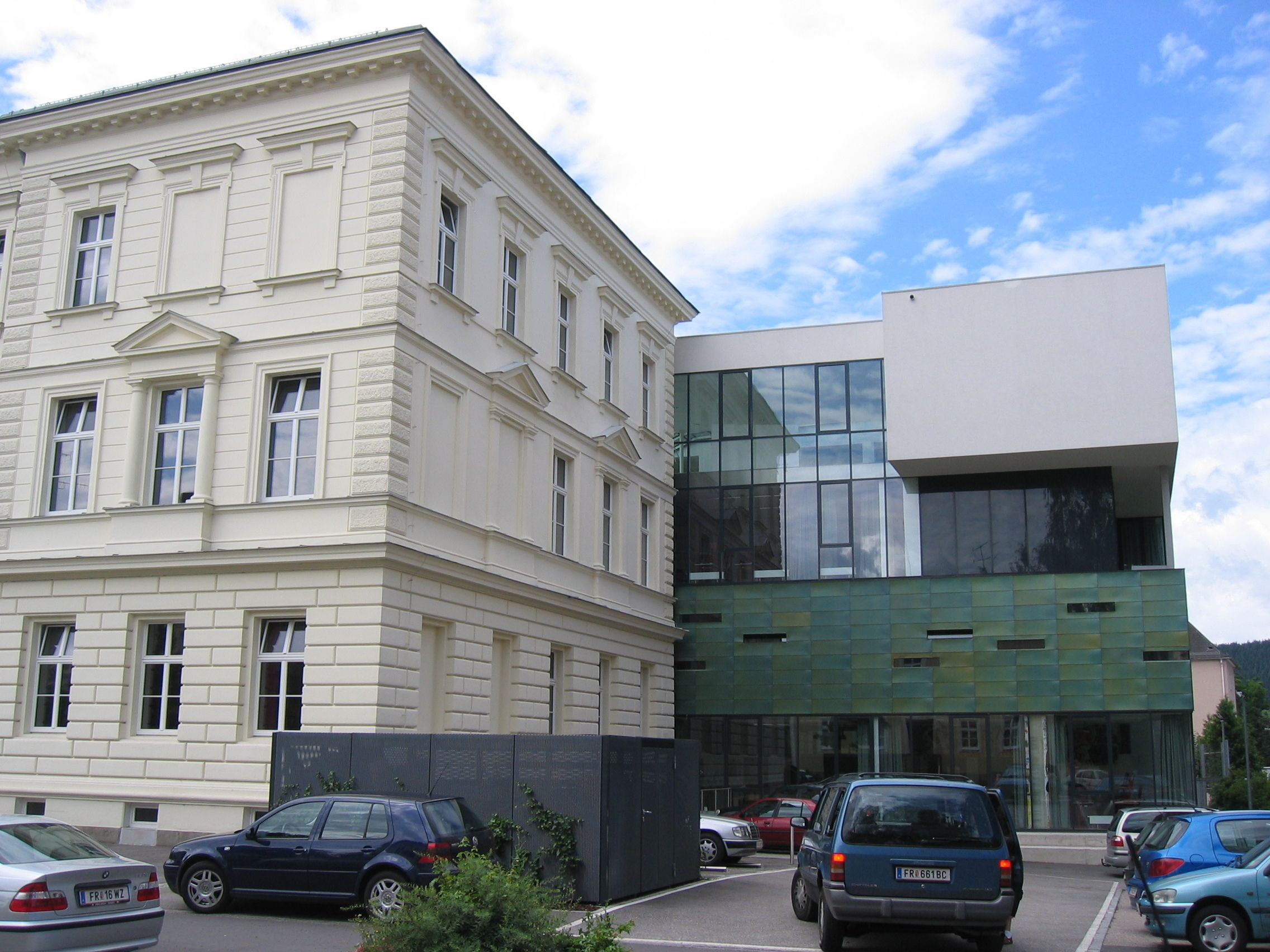
Alt- und Neubau des Gymnasiums

Im Juli 1752 wurden die Piaristen vom Freistädter Bürgermeister Ferdinand Gottlieb Schiefer nach Freistadt gerufen. Im Jahr 1761 führten sie eine deutsche Knabenschule und eine Lateinschule, ein erstes Gymnasium, das jedoch wegen Schülermangels im Jahr 1787 schließen musste. Seit 1761 bewohnten die Piaristen ein Haus am Hauptplatz, das heute noch als Piaristenhaus bezeichnet wird. Im Jahr 1870 wurde die Knabenschule geschlossen und 1875 verließen die Piaristen Freistadt wieder.
Mit Hilfe einer Stiftung kamen im Juni 1852 die Armen Schulschwestern unserer lieben Frau zur Führung einer Kinderbewahranstalt (heute: Kindergarten) und einer Industrieschule nach Freistadt. Im Jahr 1881/82 wurde ein großes Schulgebäude neben der Liebfrauenkirche gebaut. Die Schulschwestern führten dort eine Volks-, Hauptschule und ein Internat bis 1938.
Eine weitere Stiftung ermöglichte es den Marianisten, im Jahr 1900 nach Freistadt zu kommen. In den Jahren 1900 bis 1908 ließen sie außerhalb der Stadt ein großes Schulgebäude errichten und führten dort eine Volks-, eine Hauptschule und eine Lehrerbildungsanstalt mit Internat bis 1938.
1867 wurde unter Bürgermeister Kaspar Schwarz die Unterstufe eines Gymnasiums eingeführt. 1871 folgte die Genehmigung der Oberstufe. Zuerst war die Schule im zweiten und dritten Stock des heutigen Rathauses untergebracht, zwischen 1888 und 1890 entstand für rund 111.000 Gulden ein Neubau vor dem Linzertor im ehemaligen Thury-Garten. Aus Anlass des 40-jährigen Regierungsjubiläums des Kaisers wurde im Jahr 1890 das Gymnasium in Kaiser-Franz-Josef-Staatsgymnasium umbenannt. 1898 wurde das Studentenkonvikt im ehemaligen Schloss Kinsky eröffnet. Da die Schülerzahlen regelmäßig zunahmen und der Altbau zu klein wurde, folgten 1965, 1984 und 2003 Erweiterungen der Schule.

### Kirche, Kunst und Kultur

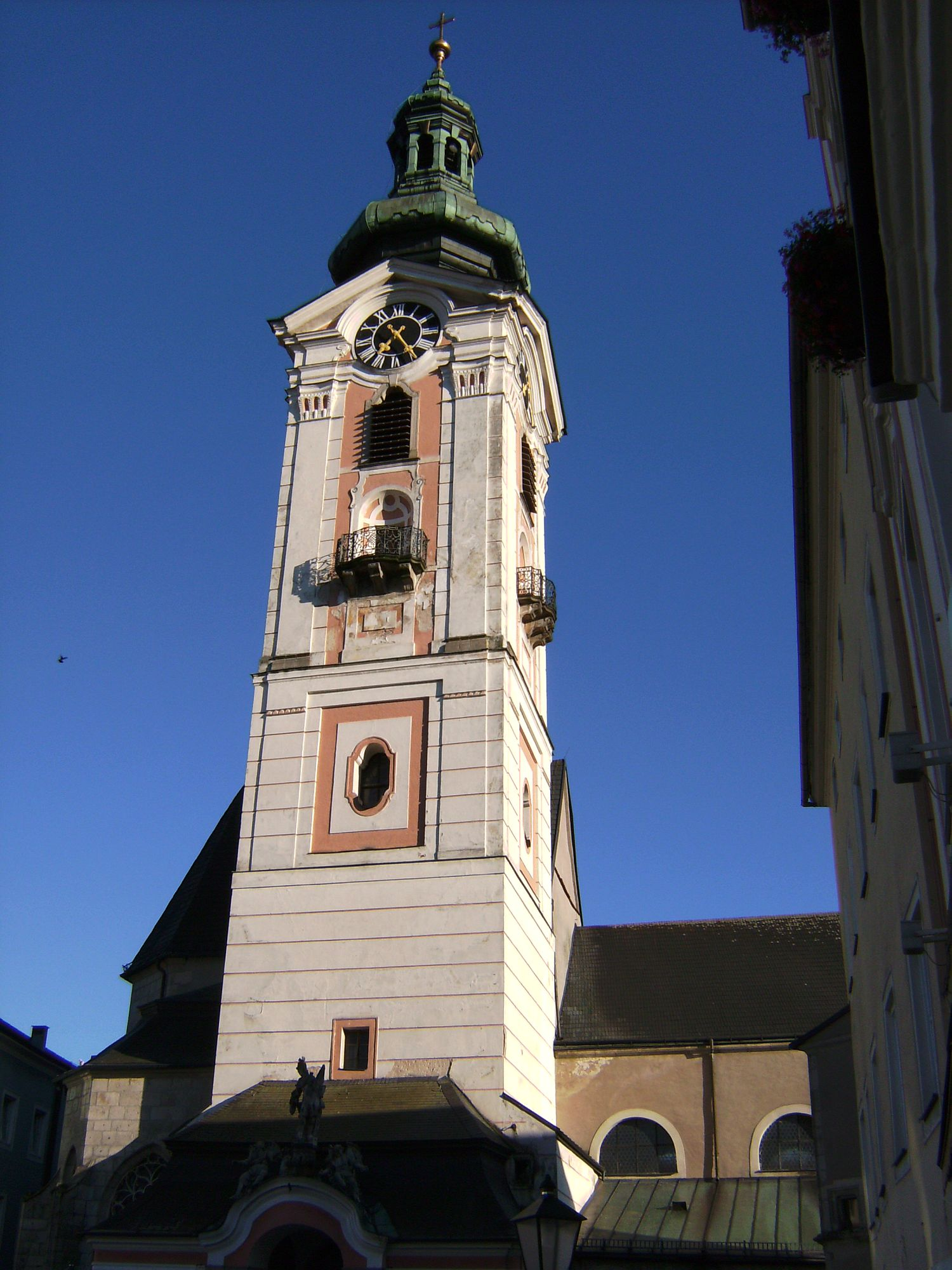
Kirchturm Stadtpfarrkirche

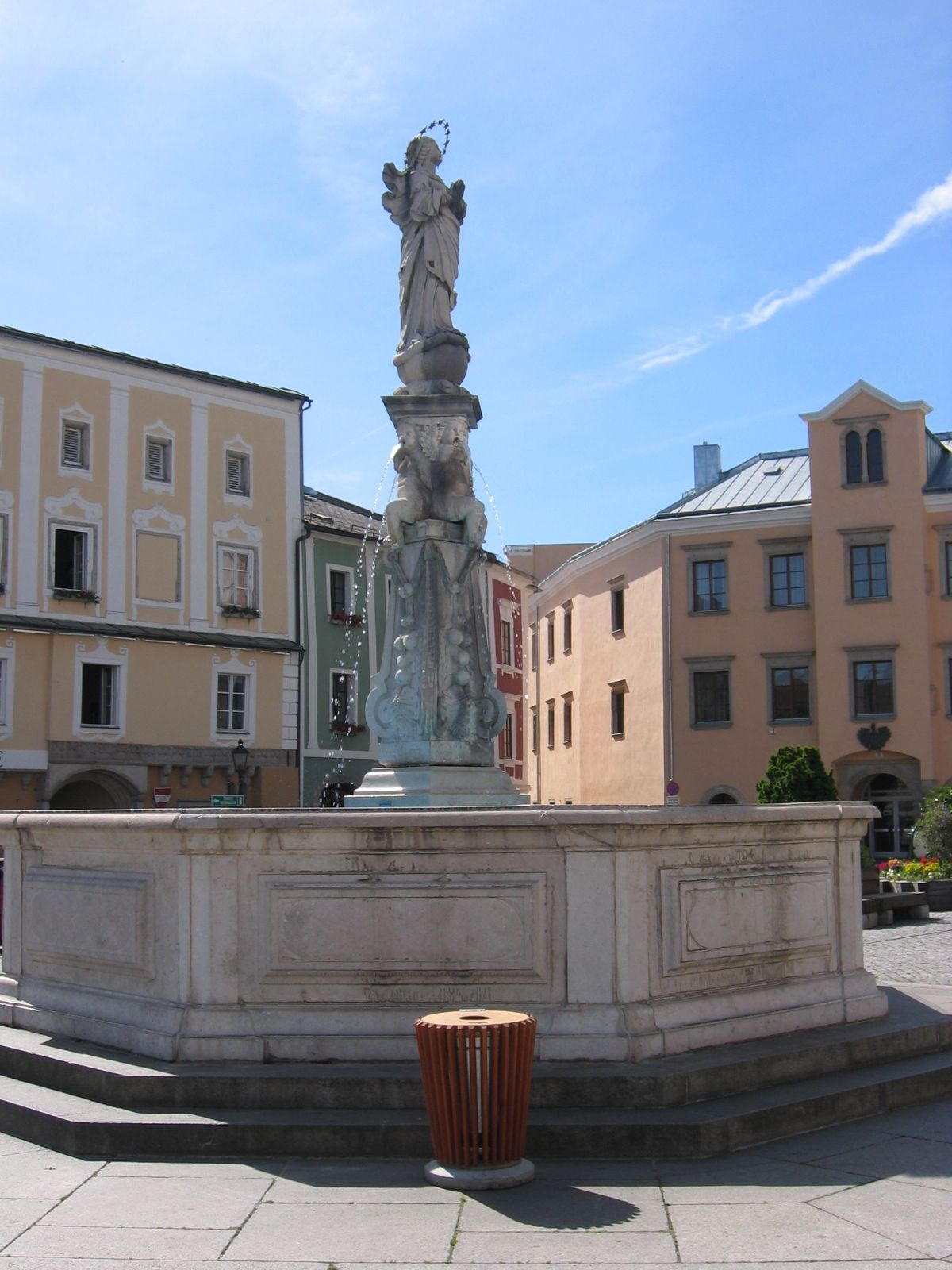
Marienbrunnen

Freistadt ist vor allem eine gotische Stadt, da die Blütezeit zur Zeit der Gotik war. Ein Beispiel hierfür ist die Liebfrauenkirche, die seit dem 15. Jahrhundert weitgehend unverändert blieb. Lediglich ein neuer Altar wurde 1640 geschaffen.
Die Stadtpfarrkirche wurde ab 1687 barockisiert und mit der Errichtung des prachtvollen Kirchturms 1736/37 abgeschlossen. Diese Barockisierung erfasste nicht nur die Einrichtung (Altäre, Orgel, Sakristei), sondern auch die Bausubstanz (Pfeiler, Fenster, Säulen). Somit blieben von der vormals gotischen Kirche nur noch die Gewölbe und die Türeinfassungen bestehen. Im Jahr 1855 wurde der Friedhof der Stadt bei der Liebfrauenkirche (außerhalb der Stadtmauer) geschlossen und im Süden der Stadt, rund zwei Kilometer außerhalb der Stadtmauer, neu errichtet.
Zwischen 1690 und 1727 wurde der Pfarrhof (Dechanthof) in ein mächtiges schlossähnliches Gebäude umgebaut. 1704 wurde am Hauptplatz der barocke Marienbrunnen aufgestellt, der heilige Nepomuk steht seit 1723 vor dem Linzertor und der heilige Leonhard seit 1748 vor dem Böhmertor. Das gotische Linzertor wurde mit barocken Zwiebeltürmchen umgebaut und zahlreiche Bürgerhäuser erhielten eine barocke Straßenfassade.
Im Zuge der Rekatholisierung in Freistadt wurde 1636 die Corpus-Christi-Bruderschaft erneuert und 1648 folgte die Gründung einer Rosenkranzbruderschaft.
An der alten Handelsstraße entstand ab 1639 ein Kloster der Kapuziner, welches durch Josef II. aufgelöst wurde (Josephinismus). Trotz dem Bitten der Bürgerschaft mussten die 13 Patres und sieben Laienbrüder das Kloster verlassen, lediglich zwei Patres blieben als Kooperatoren in Freistadt. Gräfin Rosa von Kinsky erwarb das ehemalige Kloster samt Kapelle und baute es in ein Schloss um. Ab 1783 verfügte Freistadt über drei Schlösser, den Salzhof, das Habsburger-Schloss und das Schloss Kinsky. 1898 wurde das letztgenannte von der Gemeinde in ein Studentenkonvikt (Wohnheim für Schüler des Staatsgymnasiums) umgebaut, das bis 1938 bestand.
Im 19. Jahrhundert wurde das Gebiet außerhalb der Stadtmauern bebaut. In den Stadtteilen: Linzer Vorstadt, Böhmer Vorstadt, Lederertal und Tanzwiese, Eglsee, Graben und Froschau entstanden zahlreiche neue Häuser.
Ein Theater in Freistadt ist seit dem ausgehenden Mittelalter in Form eines Saals im ehemaligen Rathaus verfügbar (heute befindet sich die Aktenablage des Bezirksgerichts im Theatersaal). Im Jahr 1850 verkaufte das kaiserliche Salzamt den Salzhof, daraufhin wurde ein Theatersaal im Nordtrakt eingebaut, der gegen Ende des Jahrhunderts in das Gasthaus Kronberger (Linzer Gasse) übersiedelte, wo bis 1975 Theater gespielt wurde. In der neuen öffentlichen Volksschule, 1956 eröffnet, war eine Bühne eingebaut. Seit 2003 existiert mit dem Salzhof ein eigenes Kultur- und Veranstaltungszentrum.
Seit 1913 gibt es in Freistadt ein Kino. Eröffnet wurde es von Kaspar Obermayr. Heute (2008) befindet sich das Kino in der Salzgasse Nr. 25 und bietet drei Kinosäle an.
Ab 1848 entwickelte sich ein reges Vereinsleben. 1849 wurde der Männergesangsverein (heute: Chorgemeinschaft Freistadt), 1870 die Freiwillige Feuerwehr Freistadt und 1887 der österreichische Turnerbund (ÖTB) Freistadt gegründet. Weiters existierten noch ein Eislaufverein, ein Schwimmverein, ein Verschönerungsverein und ein Radfahrverein und andere. Der Turnverein baute 1887 eine große Halle am Stieranger (Hindenburghalle), die erst nach 1975 wieder ausgebaut wurde. Aktuell (2008) gibt es über 180 Vereine in Freistadt.

### Kriege und Brände
Die Türkenkriege waren in Freistadt nur von mündlichen Berichten bekannt. Erst als die 1500 Soldaten des Hagerischen Kriegsvolks 1610 während des dritten österreichischen Türkenkriegs durch die Stadt zog, brach ein bisschen Unruhe aus. Maria Theresia besuchte Freistadt während des Siebenjährigen Kriegs und erhielt einen Kriegszuschuss. Die Napoleonischen Kriege zwischen 1805 und 1809 bescherten Freistadt eine Zeit der Besetzung. Im Zuge dessen gab es kleinere Gefechte in der Nähe der Stadt.
Im Jahr 1815 brach in der Waaggasse ein Brand aus, der rund 50 Häuser im westlichen Teil zerstörte. Der Turm im Winkel und der Turm der alten Burg fielen dem Brand zum Opfer und wurden nicht mehr aufgebaut. Statt des Turms im Winkel errichtete die Stadt eine Brücke, der vierte Zugang zur Stadt.
1880 brach im Schlosshof ein Brand aus und im nördlichen Teil wurden rund 40 Häuser und Teile des Böhmertors ein Raub der Flammen. 1885 brannte das Posttürl ab und wurde durch eine Stiege ersetzt.

## Erster Weltkrieg und Zwischenkriegszeit

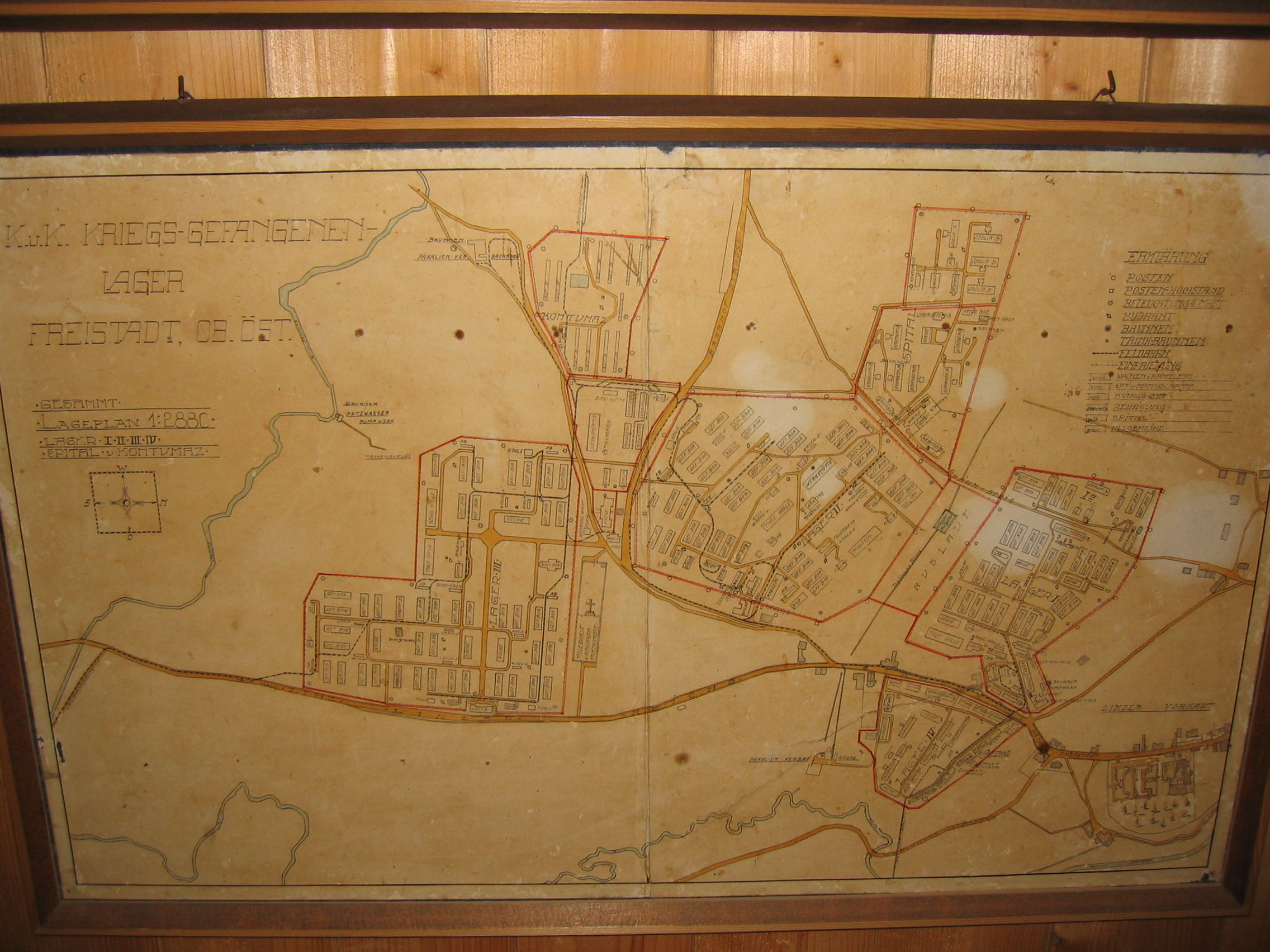
Kriegsgefangenenlager 1914–1918

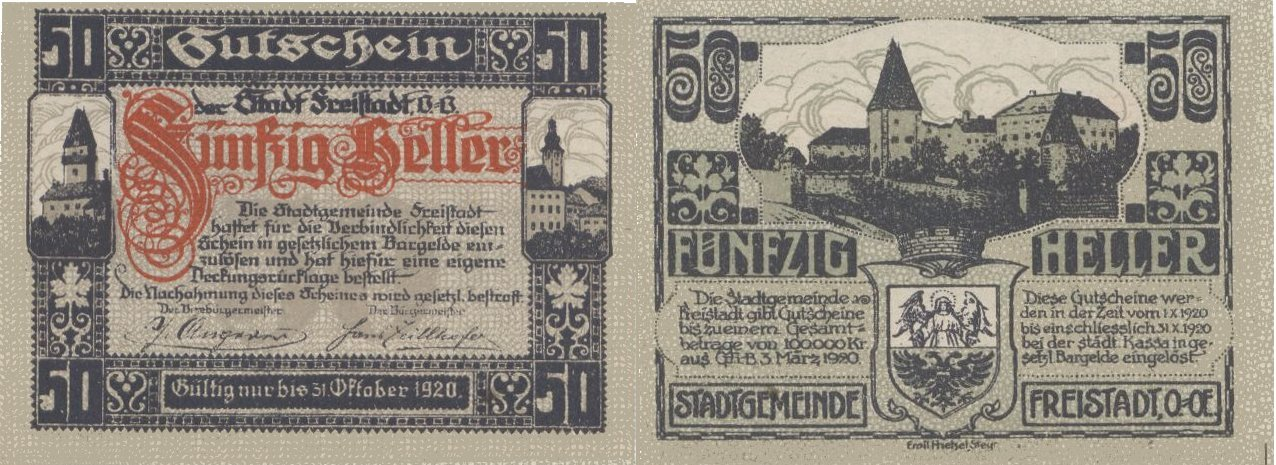
Notgeld im Jahr 1920

Im Ersten Weltkrieg wurde in Freistadt ein Kriegsgefangenenlager für Russen errichtet. Im Oktober 1914 begann der Bau des Lagers und im November des gleichen Jahres trafen die ersten Gefangenen ein. 1915 wurde das Lager erweitert; bis zu 20.000 Gefangene waren in den Baracken untergebracht. Die Einrichtung war in vier Lager unterteilt, die insgesamt eine Fläche von 452.000 Quadratmetern hatten. Nach Kriegsende verkaufte die Stadt das Lager in Einzelflächen und nahm dabei rund 2,9 Millionen Kronen ein. Die 388 verstorbenen Insassen wurden im eigens angelegten Soldatenfriedhof Jaunitzbachtal an der Jaunitz begraben. Mehrere Baracken waren selbst 50 Jahre nach Kriegsende noch sichtbar, zwei davon werden noch immer als Rinderstall bei der Versteigerungshalle oder Messehalle während der Mühlviertler Messe weiter verwendet.
Durch den Friedensvertrag von St. Germain gab es nördlich von Freistadt wieder eine Staatsgrenze und die Stadt wurde nach rund 290 Jahren wieder zur Grenzstadt. Im Gegensatz zum Mittelalter hatte diese neue Grenze keine wirtschaftliche Bedeutung. Im Laufe des Ersten Weltkriegs waren 86 getötete Soldaten zu beklagen, davon 28 Gefallene, 18 Vermisste und 40 sonstige Kriegsopfer.
Zwischen den Jahren 1916 und 1918 wurde das Marianum (Schule und Kloster) mit hauseigener elektrischer Beleuchtung versorgt. Die übelriechende Azetylen-Gasbeleuchtung der Straßen wurde 1919 abgebaut. Ab diesem Jahr versorgte das Brauhaus die Stadt notdürftig mit Strom. Zwischen 1921 und 1927 erfolgte der Ausbau des Ortsnetzes und 1922 der Anschluss an die Überland-Stromversorgung der Linzer Tramway und Elektrizitäts Gesellschaft (TEG) (heute: Linz Strom GmbH).
Im Jahr 1920 gab die Stadt ein Notgeld in Heller heraus, für den aufgedruckten Betrag haftete die Stadtgemeinde. Das Notgeld sollte den Kleingeldmangel lindern, wurde jedoch in kurzer Zeit durch die Hyperinflation obsolet. Die Einwohner litten Hunger; Krankheiten grassierten und Arbeitslosigkeit während der Weltwirtschaftskrise prägte die Zwischenkriegszeit. Wie im übrigen Österreich kam es zur Radikalisierung der politischen Parteien, im Bürgerkrieg 1934 fielen jedoch keine Schüsse.
Es wurden zahlreiche Versuche gestartet, die wirtschaftliche Lage zu verbessern. Einige Unternehmen, wie die Seilerei von Anton Haberkorn, am Areal des ehemaligen Kriegsgefangenenlagers – Lager III – erbaut, das Holzwerk von Friedrich Mößböck und die Granitwerke von Anton Zemann wurden gegründet. Die öffentliche Hand förderte die Wirtschaft und die Straßen der Innenstadt wurden kanalisiert und gepflastert. 1930 wurde die Molkereigenossenschaft gegründet. 1937 fand die Eröffnung der Erzherzog-Karl-Kaserne (seit 1954: Tilly-Kaserne) südlich der Stadtmauern statt, die auf dem Areal des ehemaligen Lagers IV errichtet wurde. Die Stadt sanierte den Frauenteich und baute Teile der Umfahrungsstraße (heute: B310).
Der größte Teil der rund 4000 Einwohner wohnte damals innerhalb der Stadtmauern.
In der Jaunitz wurden zwei nach politischen Richtungen getrennte Bäder gebaut, was die damalige politische Polarisierung widerspiegelte. Am Bahnhofsteig wurde ein Fußballplatz für die Sportvereinigung Freistadt errichtet.

## Anschluss und Zweiter Weltkrieg

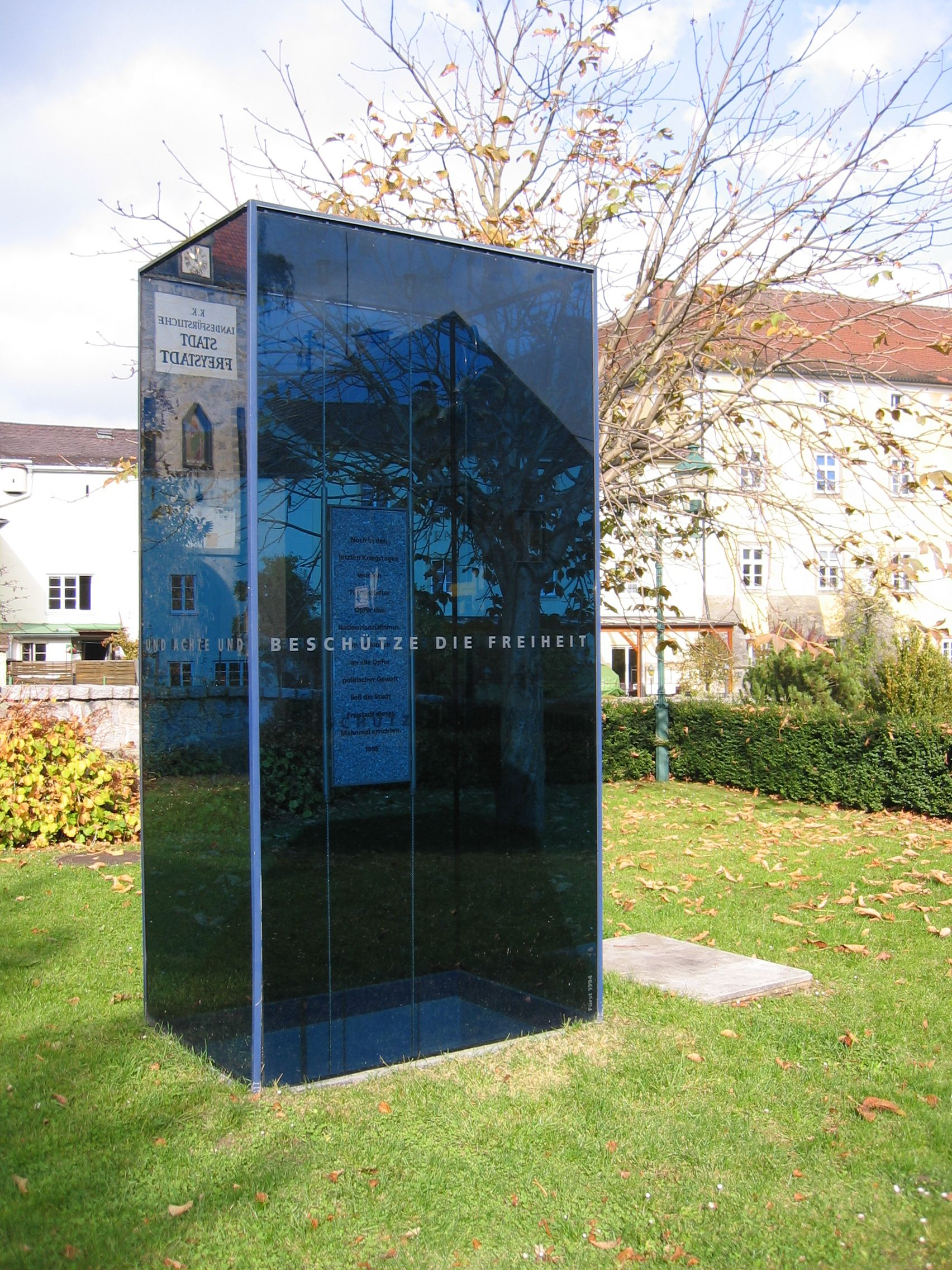
Mahnmal vor dem Linzertor

Nach dem Anschluss am 12. März 1938 änderte sich in Freistadt einiges. Die vormals illegalen Mitglieder der NSDAP standen nun öffentlich zu ihrer Überzeugung. 1938/1939 wurde das Gemeindegebiet im Süden und Südwesten um die Ortsteile St. Peter, Galgenau und Trölsberg vergrößert. Im Norden – im Graben – kamen Gebiete nahe dem Hochbehälter der Wasserversorgung zur Stadt.
Die privaten Schulen wurden zum Schulschluss 1938 geschlossen und in öffentliche umgewandelt. Das Marianum wurde eine öffentliche Volks- und Hauptschule für Buben, das Kloster das Gegenstück für Mädchen. Das Bundesgymnasium wurde eine Oberschule für Buben, die auch von Mädchen besucht werden durfte. Im Herbst 1944 musste das Gymnasium den Schulbetrieb einstellen, am 1. Februar 1945 schlossen die restlichen Schulen. Das Studentenkonvikt wurde zum NS-Schülerheim umgestaltet und in das Gebäude zog zusätzlich die NSDAP-Kreisverwaltung ein. Das Bürgerspital wurde geschlossen und verkauft. In den geschlossenen Schulen wurden die ersten Flüchtlinge untergebracht, sie stammten aus allen Gegenden des Großdeutschen Reiches – auch aus Wien und Umgebung.
Nach dem Ausbruch des Zweiten Weltkriegs wurde die Garnison vergrößert. Zwei Wehrmachts-Barackenlager wurden auf dem Stieranger und auf dem Friedhofsberg eröffnet. Damit waren über 1000 Soldaten in Freistadt stationiert, drei Offiziershäuser und mehrere Unteroffiziershäuser wurden errichtet. Am Friedhofsberg war eine Panzerschule untergebracht. Auch für ausgewanderte Südtiroler wurden Häuser errichtet.
Da die sowjetischen Kräfte im Osten immer näher kamen, verlegt die NS-Führung am 1. April 1945 den Sitz des Wehrkreiskommandos XVII von Wien nach Freistadt, bevor es nach Kirchdorf verlegt wurde.
Um die Verwaltung von Freistadt für die Sowjetunion zu erschweren, wurden am 24. April 1945 die so genannten Sozialistenmorde verübt. Vier Freistädter und ein polnischer Landarbeiter wurden am 24. April vom Volkssturm unter Geheimhaltung festgenommen und noch in der Nacht zum 25. April an der Jaunitzbrücke im Süden der Stadt ermordet. Erst nach dem Kriegsende kam die Wahrheit heraus und die Täter konnten gefasst werden. Heute erinnert ein Gedenkstein an diese Tat. Einige Freistädter schlossen sich 1944 der Widerstandsgruppe Neues freies Österreich an. Im Oktober 1944 wurden sie verraten und die Gestapo verhaftete insgesamt 52 Personen. Zwischen dem 26. und 27. Februar 1945 fand der Prozess gegen 27 von ihnen statt, 16 Personen wurden verurteilt, davon acht zum Tode. Am 1. Mai 1945 erfolgte die Vollstreckung des Todesurteils von sieben Freistädtern und einem Linzer in Treffling durch ein Volkssturm-Kommando. Am 5. Mai 1995 wurde ein Denkmal für die Opfer des Nationalsozialismus in Freistadt vor dem Linzertor eingeweiht.
In den Kriegsjahren fiel keine einzige Bombe auf Freistadt, das gegen Kriegsende drei Lazarette beherbergte. In den letzten Kriegstagen konnte die Stadtbevölkerung samt dem Stadtkommandanten Hauptmann Bock einen Kampf um Freistadt verhindern, in dem man sich den Befehlen einer SS-Einheit widersetzte. Nachdem die SS-Einheit in Richtung Osten abgezogen war, erreichten am 7. Mai 1945 amerikanische Panzer kampflos die Stadt. 289 Soldaten sind im Zuge der Kampfhandlungen gefallen oder werden vermisst, der Großteil in Russland.

## Besatzungszeit

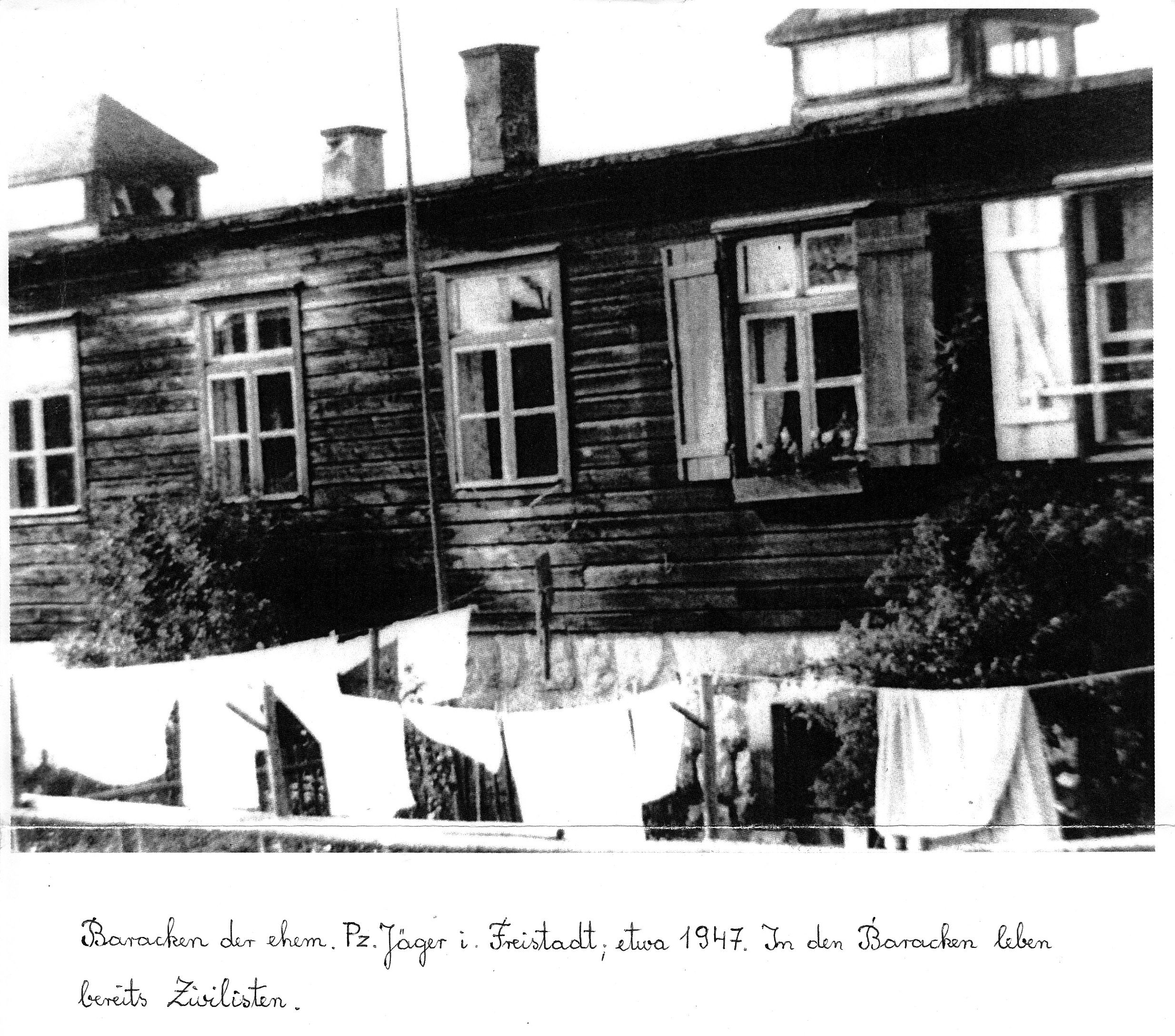
Baracken des Flüchtlingslagers im Jahr 1947

Zuerst wurde Freistadt von amerikanischen Truppen besetzt, am 13. Mai kam die Rote Armee dazu und teilte sich bis zum 23. Mai die Stadt mit den Amerikanern, bis diese sich südlich der Bahnlinie zurückzogen. Zuerst war die Summerauer Bahn (Bahnlinie Mauthausen–Freistadt–Summerau) die Demarkationslinie, ab 1. August 1945 wurde das ganze Mühlviertel von der Roten Armee besetzt. Zwischen August 1945 und 25. Mai 1955 amtierte die sowjetische Kommandantur in der Stadt. Daher gab es im Winter 1945/46 kaum ein Haus in Freistadt, in dem keine sowjetischen Soldaten einquartiert waren. Das Bundesgymnasium wurde als Lazarett verwendet, das Haus der Kreisverwaltung war Zentrum der Besatzungsmacht, bis schließlich das Haus Hagleitner am Hauptplatz der Sitz der Kommandantur wurde. Am 16. August 1955 wurde das Haus geräumt und der letzte sowjetische Soldat verließ die Stadt und somit den Bezirk.
Nachdem ab Herbst 1944 die ersten Flüchtlinge in die Stadt gekommen waren, schwoll der Zufluss zu Ende des Krieges stark an. Zahlreiche Soldaten und Zivilisten hielten sich nach dem Ende des Weltkriegs in neun Lagern in der Stadt auf. Die Lager für Zivilisten befanden sich am Friedhofsberg (heute befindet sich die Firma Haberkorn dort), am Stieranger in den Baracken der ehemaligen Panzerschule, in Privathäusern und Schulen. Mit rund 4000 Insassen war das Friedhofsberg-Lager das Größte. Das Lager für Soldaten befand sich auf einer Wiese zwischen dem Bahnhof und der Jaunitz als Freilager (ohne feste Bauten). Die Soldaten wurden den Sowjets übergeben, die viele von ihnen Richtung Sibirien deportierten. Nach einem Bericht vom 24. Mai 1945 der Stadtgemeinde an die Stadtkommandantur betrug die Gesamtzahl der Flüchtlinge 8212 aus 20 Ländern. Diese Zahl ging bis zum 7. März 1946 auf 863 Flüchtlinge zurück. Der Höchststand am Flüchtlingen betrug rund 12.000 und an die 100.000 Flüchtlinge wurden im Jahr 1945 durch die Lager geschleust und mussten mit Essen und Trinken versorgt werden. Die Stadt selbst zählte damals rund 5000 Einwohner.
Die Sowjets führten die Politik Stalins konsequent durch und hinterließen eine Stadt, die in ihrer Entwicklung zehn Jahre hinter anderen Gemeinden Österreichs, die nicht unter sowjetischer Besatzung standen, zurückgeblieben war. Die Besatzungszeit war von Unsicherheit in der Bevölkerung geprägt und es wurde wenig investiert. Nach 1945 war die Volks- und Hauptschule in einer Notunterkunft untergebracht. Als eine der wenigen öffentlichen Investitionen in dieser Zeit wurde 1947 das ehemalige Studentenkonvikt (vorher NSDAP-Kreisverwaltung) in ein Krankenhaus umgebaut.
Nach dem kommunistischen Putsch in der Tschechoslowakei 1948 legte der Eiserne Vorhang den Grenzverkehr fast völlig lahm. Somit lag Freistadt bis zur Wende 1989 in einem wirtschaftlich toten Winkel Österreichs. Im Jänner 1951 wurde das erste USIA-Geschäft auf Mühlviertler Boden in Freistadt eröffnet.

## Entwicklung seit 1955

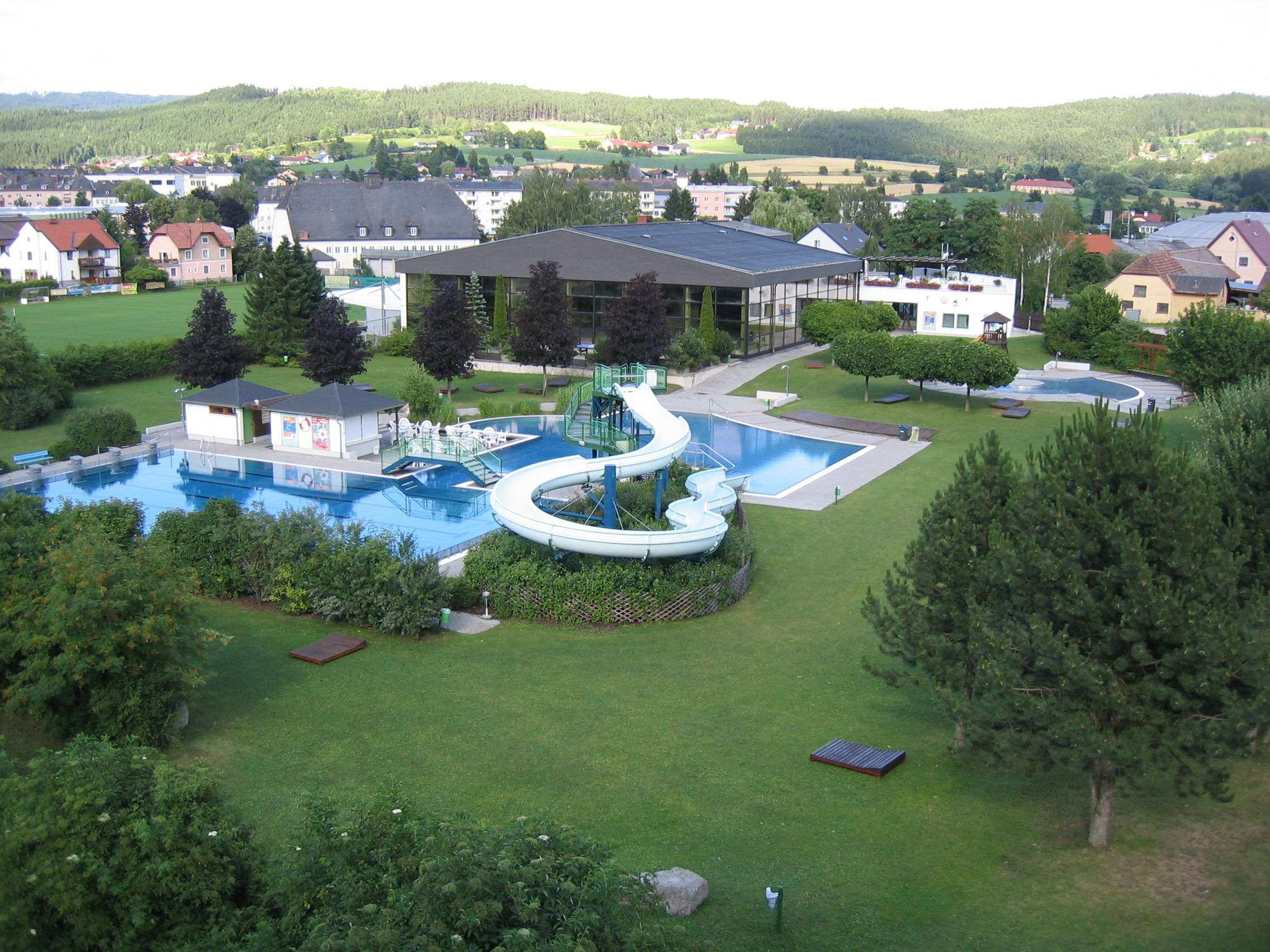
Hallenbad und Freibad

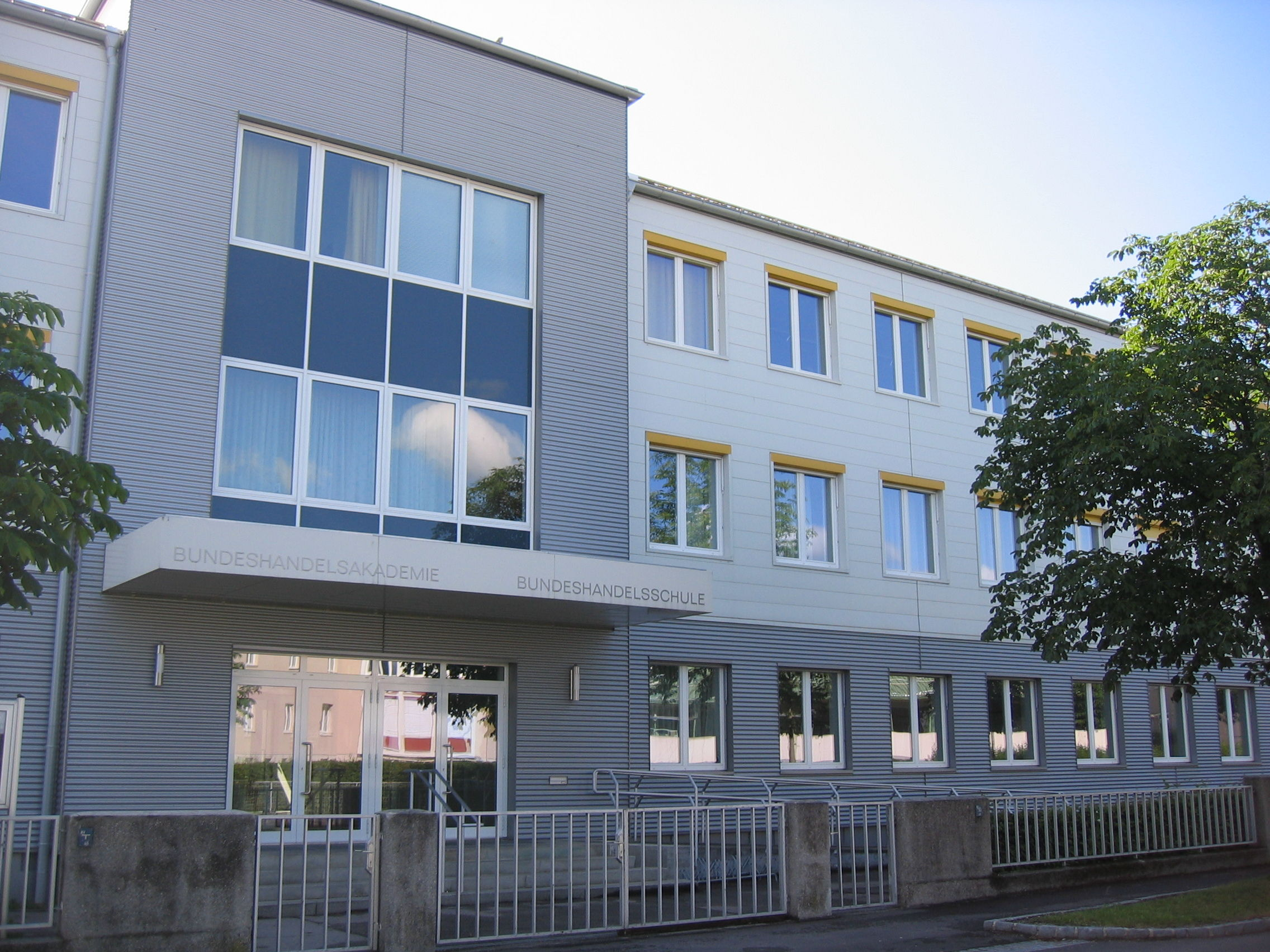
Handelsakademie und Handelsschule

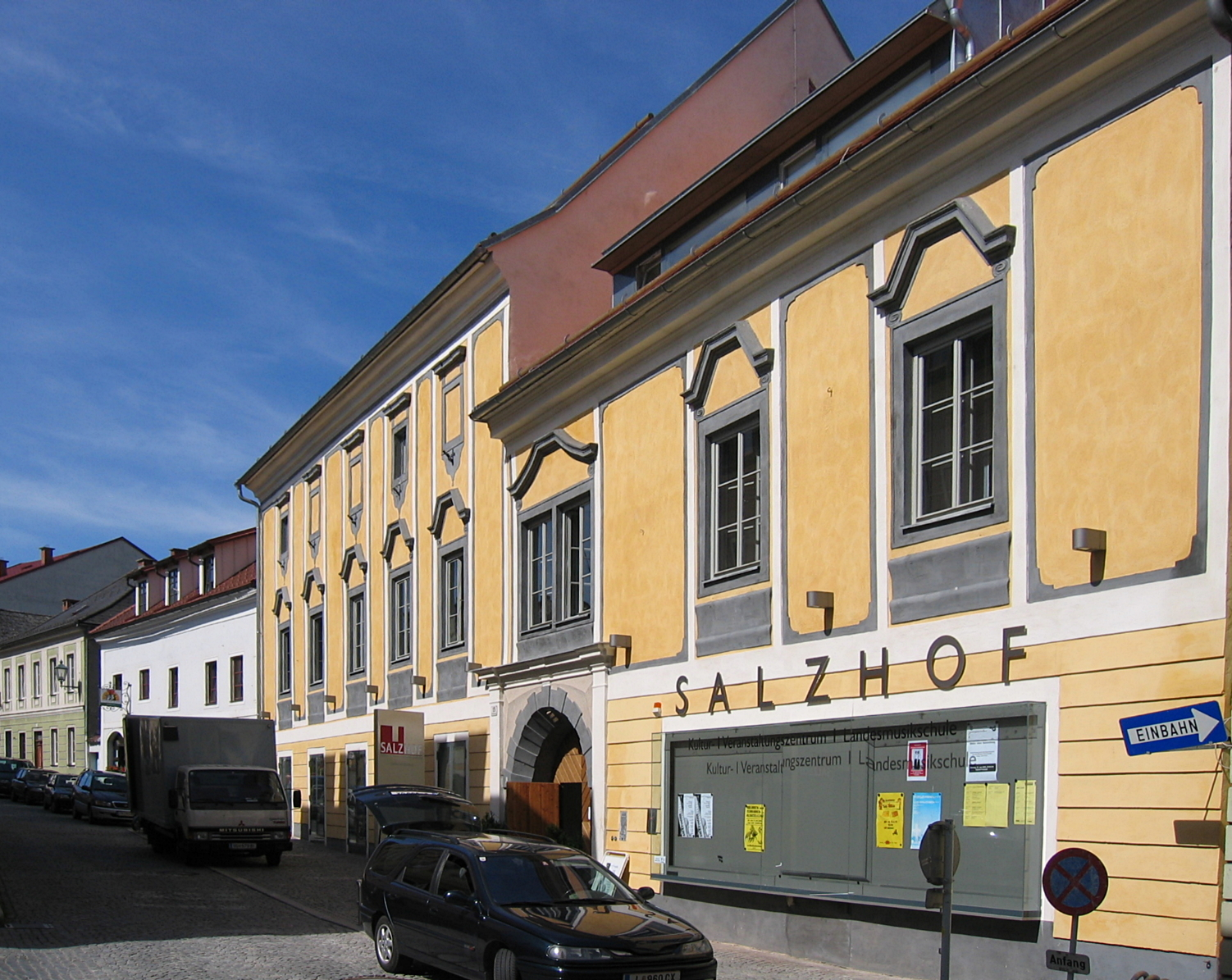
Kulturzentrum Salzhof

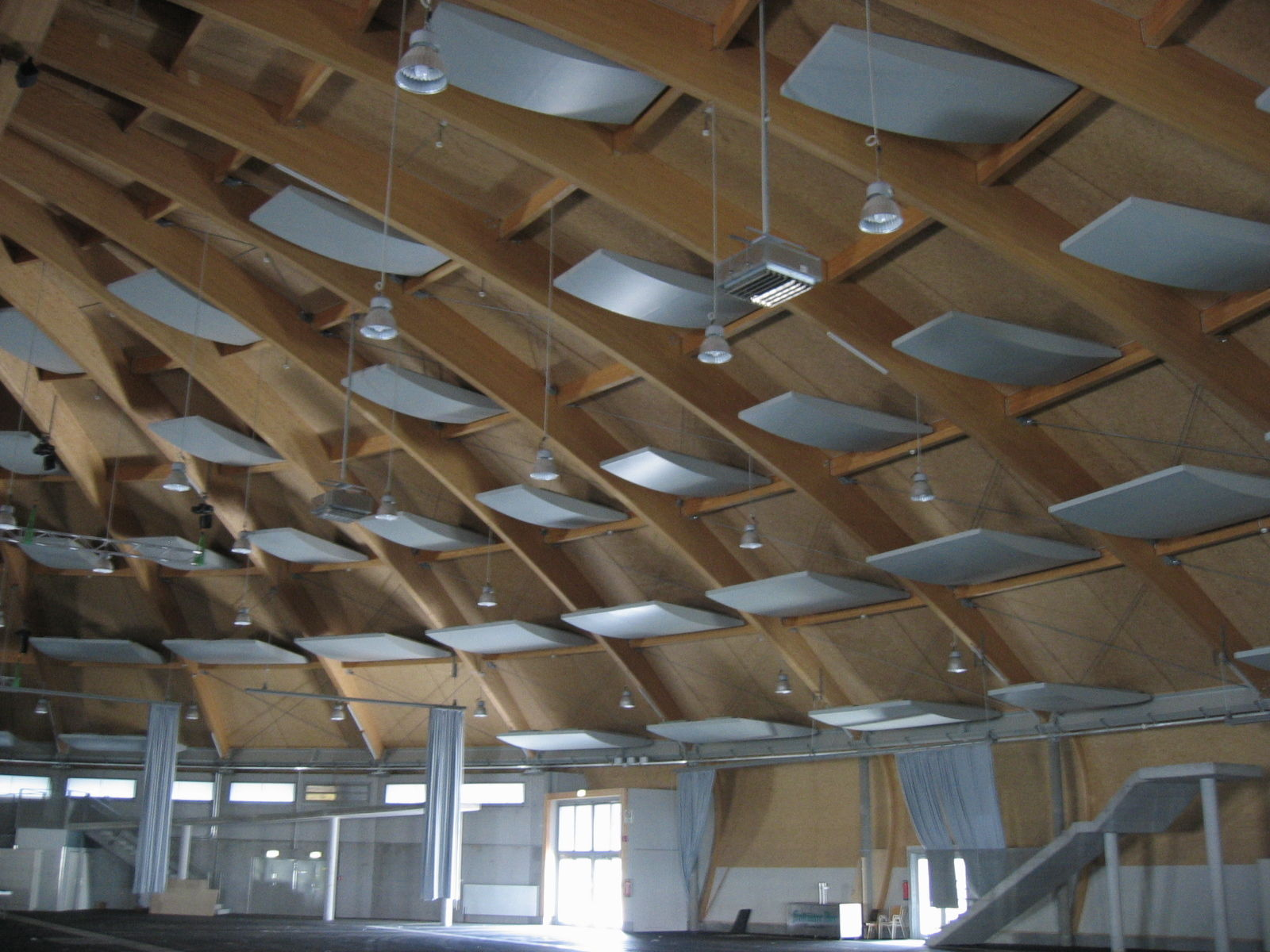
Messehalle Innenansicht

Erst nach dem Staatsvertrag vom 5. Mai 1955, dem Abzug der sowjetischen Besatzungsmacht und der Rückkehr zur oberösterreichischen Landesverwaltung am 11. August 1955 hatte Freistadt teil am Wirtschaftswunder in Österreich. Dies zeigte sich daran, dass die Einwohnerzahl auf 6000 stieg und die Unternehmen Haberkorn und Moßböck, die Brauerei und die Molkerei ihre Kapazitäten erweiterten und neue Unternehmen (Mäser, Klinger) nach Freistadt kamen. Die Wohnbautätigkeit wurde forciert und die Infrastruktur – (1960 Eröffnung der Linzer Straße als Umfahrung), Wasserleitung, Kanalisation und Kläranlage – wurde erneuert, ausgebaut oder neu hergestellt. In den 1960er Jahren wurde das ehemalige Gaswerksgebäude (Azetylen-Gasbeleuchtung zwischen 1905 und 1919) abgebrochen und an dessen Stelle das Gebäude der Bezirkshauptmannschaft Freistadt errichtet.
Für das mittelalterliche Stadtbild war die Besatzungszeit günstig, da niemand in Strukturveränderung investieren wollte. Als Investitionen wieder sinnvoll waren, kam es in Freistadt zum Umdenkprozess – die Altstadt blieb erhalten, um den Tourismus zu fördern. 1967 wurde die Stadtpfarrkirche renoviert und der gotische Ursprung größtenteils wiederhergestellt, indem man die Umbauten der Barockzeit entfernte. 1968 wurde der Soldatenfriedhof Jaunitzbachtal erweitert. Im Erweiterungsteil wurden 2365 Kriegstote aus 14 Nationen des Zweiten Weltkrieges zugebettet. Die Fassadenaktion seit 1972 und schließlich die neue Bauordnung von 1979 half, die Bausubstanz der Bürgerhäuser in der Altstadt zu erhalten. Die großen Plätze – Schlosshof und Hauptplatz – wurden gepflastert, die Beleuchtung verbessert und die Türme und Tore der Stadtmauer renoviert. Das Schwimmbad und die Sportanlagen wurden erneuert sowie ein neues Hallenbad und ein Schilift (1974) errichtet. 1977 wurde die Stadt als Kulisse für den Film Holocaust – Die Geschichte der Familie Weiß verwendet.
Ab 1955 entwickelte sich Freistadt immer mehr zur Schulstadt. 1956 wurde das neue Gebäude der Volksschule eröffnet und 1972 ein eigener Hauptschulbau bezogen. Im Jahr 1964 wurde eine Handelsschule und 1971 eine Handelsakademie gegründet. Eine Polytechnische Schule, eine gewerbliche Berufsschule (für Maurer, Zimmerer und Dachdecker), eine Landwirtschaftsschule, eine Landesmusikschule und eine Höhere Lehranstalt für wirtschaftliche Berufe stehen für die Ausbildung des Nachwuchses zur Verfügung. Eine Schule für Gesundheits- und Krankenpflege mit Diplomabschluss rundet das Angebot der Stadt ab.
Durch die Katastrophe von Tschernobyl erhöhte sich 1986 das Jahresmittel der Gammadosisleistung schlagartig von 93 auf 145 nSv/h. Erst rund 20 Jahre später wurde der ursprüngliche Wert vor der Katastrophe wieder erreicht.
1988 fand das internationale Heimatfilmfestival zum ersten Mal im 1984 eröffneten Kino (Umzug von der Badgasse in die Salzgasse) statt, in dessen Rahmen der Filmpreis der Stadt Freistadt verliehen wird. 1991 eröffnete der Neubau des Freibads neben dem Hallenbad. Das ehemalige Freibad wurde daraufhin zu einem Tennisplatz mit Tennishalle umgebaut (1992 wurde ein Musikantenstadl dort veranstaltet). 1992 folgte der Umzug des Landeskrankenhauses vom Altbau in der Zemannstraße in das neue Landeskrankenhaus im Süden der Stadt, das vier Fachabteilungen und 176 Betten umfasst. 1994 wurden zwei Citybus-Linien eingerichtet, die das gesamte Stadtgebiet im Stundentakt versorgen. Seit 1997 besteht ein 110-kV-Umspannwerk im Süden der Stadt, da die vorherige doppelte 30-kV-Leitung den Energiebedarf nicht vollständig decken konnte. Das Biomasseheizkraftwerk verbrennt seit 1999 das Hackgut von 153 Bauern der Region und beheizt vor allem die öffentlichen Bauten der Stadt. Im Jahr 2008 wird die Kapazität erweitert. 1999 restaurierte der Verein Revitalisierung Thurytal im Thurytal den 141 Jahre alten, zweiten Thury-Hammer, der bei Schmiedevorführungen gezeigt wird.
Im Spätherbst 1997 wurde in der Nähe des schlossähnlichen Gehöfts Fuchsenhof beim Umpflügen eines Feldes ein sehr bedeutender Silberschatz gefunden. Dieser Schatz wurde um 1270 dort vergraben und besteht aus mehr als 6700 Münzen sowie hunderte von Silberobjekten und Schmuckstücken. Es wird vermutet, dass ein Goldschmied sein Eigentum im Zuge der Kriegswirren zwischen Ottokar II. Přemysl von Böhmen und Rudolf von Habsburg hier vergraben hat. Erst 2004 wurde der Fund nach wissenschaftlicher Untersuchung veröffentlicht. Der Schatz ist heute im Schlossmuseum Linz ausgestellt.
2002 wurden während des Jahrhunderthochwassers Stadtteile entlang der Feldaist bis zu einem Meter überflutet, 138 von 1530 Gebäuden (rund 9 %) im Gemeindegebiet wurden beschädigt. Am 7. August 2002 fielen in Freistadt 172 Liter Regen pro Quadratmeter (= 172 Millimeter), insgesamt fiel zwischen dem 6. und 13. August 2002 die vierfache Monatsnormalmenge. Mit 367 Millimeter Niederschlag in dieser Zeitspanne, wurde der bisherige Höchstwert von 259 Millimetern im Juli 1910 weit übertroffen.
Der Salzhof (ehemalige alte Burg) wurde 2003 zum Kultur- und Veranstaltungszentrum umgebaut. Hier finden unter anderem Konzerte, Theateraufführungen, Bälle und Kongresse statt. Ebenfalls 2003 wurde die Messe- und Veranstaltungshalle mit bis zu 6000 Stehplätzen oder 3000 Sitzplätzen errichtet. In dieser Halle werden regelmäßig Ausstellungen, Messen, Bälle und Musikveranstaltungen angeboten 2004 wurde eine neue multifunktionelle Sporthalle zwischen den beiden Volksschulen eröffnet, die von den lokalen Sportvereinen genutzt wird.
Seit 1. März 2005 sendet das Freie Radio Freistadt ein 24-stündiges Vollprogramm. Im Juni 2001 wurde das Radio zwei Wochen als Medienprojekt betrieben. Im Gymnasium Freistadt sendet seit März 2003 nach dem Unterricht ein Schulradio (Radius 106.6). Die beiden Radiosender arbeiten beim Jugendprogramm zusammen. Das Freie Radio Freistadt übernimmt auch Sendungen des Jugend-Internetradios ICM aus Krumau.
Ende November 2008 eröffnete das neue Altstoffsammelzentrum, da das 1989 errichtete zu klein für die anfallende Müllmenge wurde und am alten Standort regelmäßig ein Verkehrschaos entstand. Am 29. August 2009 eröffnete die runderneuerte Kläranlage an der Feldaist.
Seit Juli 2009 bereichert das Festival Fantastika die Freistädter Kulturszene.
Als Vorbereitung für die Landesausstellung 2013 wurden im Jahr 2012 rund 50 Fassaden der Altstadt-Häuser renoviert und am Hauptplatz ein neues Verkehrskonzept eingeführt. Ebenfalls umgesetzt wurde ein Beleuchtungskonzept für die Altstadt.
Die Bauten für das Fernheizwerk Nord und die Wohnoase im ehemaligen Krankenhaus (Schloss Kinsky) wurden begonnen.
Das Jahr 2013 stand unter dem Zeichen der grenzüberschreitenden Landesausstellung mit dem Titel Alte Wege. Neue Spuren. Diese gemeinsam mit Bad Leonfelden, Český Krumlov (Krumau) und Vyšší Brod (Hohenfurth) durchgeführte Veranstaltung wurden von rund 285.000 Personen besucht, davon alleine in Freistadt über 100.000.
In Freistadt wurden die mittelalterlichen Handelsrouten und die Rolle der Städte und Märkte dargestellt. Passend zum Standort wurde auch die Funktionsweise des Bierbrauens gezeigt.
Zwischen August 2009 und November 2014 wurde an der autobahnähnlichen Umfahrungsstraße S10 (Mühlviertler Schnellstraße) gebaut, auch auf Freistädter Gemeindegebiet. Am 15. November 2014 erfolgte die Verkehrsfreigabe zwischen Freistadt Süd und Freistadt Nord, womit die B310 im Stadtgebiet vom Durchzugsverkehr entlastet wird.

## Aktuelle und zukünftige Entwicklungen
Für die kommenden Jahre ist der Bau eines großen Rückhaltebeckens im Feldaisttal zwischen dem Graben und Helbetschlag geplant. Dieses Becken ist ein Teilprojekt des Hochwasserschutzverbandes Aist und soll die Stadt vor einem Hundertjährlichen Hochwasser wie 2002 schützen.
Mit dem Projekt Energie-Zukunft Freistadt 2030 versucht die Stadt seit 2008 mittelfristig die fossilen Energieträger – Öl, Kohle und Gas – schrittweise zu ersetzen. Dies geschieht auch in Zusammenarbeit mit universitären Instituten aus Wien, Graz und Linz.
Für 2015 ist der Baubeginn der Westtangente der B 38 geplant. Diese Umlegung der B 38 soll das Stadtgebiet um rund 7000 Autofahrten aus Richtung Bad Leonfelden entlasten. Beginnend bei der Kreuzung mit der Hirschbacher Landesstraße soll die Straße zum Kreisverkehr Walchshof geführt werden und somit raschen Anschluss an die S 10 gewährleisten. Weiters soll ein Betriebsbaugebiet entlang der neuen Straße entstehen.